# ドラゴンボールZ
『ドラゴンボールZ』（ドラゴンボールゼット、DRAGON BALL Z）は、鳥山明の漫画『ドラゴンボール』を原作とするテレビアニメ。1989年（平成元年）4月26日から1996年1月31日まで、アニメ『ドラゴンボール』（以下、『元祖』）の続編としてフジテレビ系列で毎週水曜日 19:00 - 19:30（JST）に放送された。全291話+スペシャル2話。
略称は「DBZ」。

## 概要
原作其之・百九十五話から原作最終話の其之・五百十九話までアニメ化された。
全291話が放送され、日本のみならず世界40か国以上で放映され、人気面で絶頂を迎えた作品である。また、テレビスペシャルとして『たったひとりの最終決戦〜フリーザに挑んだZ戦士 孫悟空の父〜』と 『絶望への反抗!!残された超戦士・悟飯とトランクス』の2エピソードが放送された。劇場版アニメも継続的に制作され、本放送中の春と夏に全13作品が東映系の映画館にて公開された。
番組タイトルの「Z」は鳥山明本人によって命名されており、本作放映直前の『週刊少年ジャンプ』1989年18号収録の『ドラゴンボール』ピンナップポスター裏に書かれた特集記事の見出しでは、『Z』とは「究極」「最強」と説明されていたが、鳥山によれば「ドラゴンボールを早く終わらせたくてアルファベットの最後の文字である『Z』にした」とのこと。また、当時発売されたテレビゲームなどの媒体では悟空たちは「Z戦士」とも呼ばれるようになり、サブタイトルにも使われた。アニメスタッフは孫悟空に代わって彼の息子・孫悟飯が主人公になると考えていたため、タイトル案には『ドラゴンボール 悟飯の大冒険』もあったが、このような作品名は劇場版第版3作目の『摩訶不思議大冒険』で既にあったために没となった。
タイトルロゴは、「DRAGON」「BALL」と2行に描かれ、右端に大きく「Z」の文字を取り、下端のフリガナは「ドラゴンボールゼット」という番組本編で使用されたものとは別に、「DRAGON BALL Z」と1行で描かれ、下端のフリガナは「ドラゴンボール」となっている別バージョンがあり、テレビゲームや関連グッズ、関連コラボレーション、劇場版第18作目（『神と神』）・第19作目（『復活の「F」』）などでは後者の表記が使用されている。
平均視聴率は20.5%を記録、最高視聴率は27.5%を記録した。
第6回Global TV Demand Awardにて、『ドラゴンボールZ』が「世界で最も人気のあるレガシーシリーズ」を受賞した。世界の視聴者から最も需要が高い作品に与えられる賞で、本作はこのカテゴリーにノミネートされた唯一のアニメ作品であり、『となりのサインフェルド』や『スタートレック』などの人気ドラマ作品を抑えての受賞となった。

### 放送終了後の展開
2003年3月に『ドラゴンボールZ』を収録したDVDBOX「DRAGON BOX VOL.1」が発売された。10万円を超える高額商品にもかかわらず驚異的な売上を記録し、その後もアニメ『ドラゴンボール』シリーズのDVDが立て続けにリリースされた。同じく2003年には家庭用ゲームソフト『ドラゴンボールZ』がリリースされ、人気キャラクターが総登場するこの作品から、現在に続くDBゲームの流れが出来上がった。
2005年11月4日から本作のアニメをフィルムコミックとして再編集した全39巻からなる「テレビ版アニメコミックスドラゴンボールZ」が刊行された。
2009年4月5日から本作のデジタルリマスター再編集版となる『ドラゴンボール改』（本作のサイヤ人編から人造人間・セル編まで）がフジテレビ系列で2011年3月まで放送された。当時の映像をそのままに、フィルムをHDリマスター化してフルハイビジョン放送に対応し、新たな編集を加えることでスピーディーな展開を実現したほか、音楽や音響も一新されている。2014年4月6日からは続編の『ドラゴンボール改』魔人ブウ編がフジテレビ系列で2015年6月28日まで放送された。
2013年3月30日に『ドラゴンボールZ』の劇場版としては、『ドラゴンボールZ 龍拳爆発!!悟空がやらねば誰がやる』以来18年ぶりの劇場作品となる『ドラゴンボールZ 神と神』が公開された。鳥山が初めてアニメシリーズに脚本の段階から深く関わった劇場公開作品であり、鳥山がコミックの原作と違わぬほど書き込んだ台詞入りプロットの中から90%以上のストーリーと台詞が採用されている。
2015年4月18日には、地獄から復活したフリーザとの戦いを描いた『ドラゴンボールZ 復活の「F」』が公開され、テレビアニメ『ドラゴンボール超』では、同作を原作とした「フリーザ復活編」として、テレビシリーズ複数話分にリメイク・再構成している。

## あらすじ
全体のストーリーは「ドラゴンボール#あらすじ」を参照。

### サイヤ人編
（1話 ｰ 35話）
ピッコロとの闘いから約5年後、悟空のもとに、実兄・ラディッツが宇宙より来襲し、自分が惑星ベジータの戦闘民族・サイヤ人であることを知らされる。さらわれた孫悟飯を助けるため悟空は宿敵ピッコロと手を組み、自らの命と引き換えにラディッツを倒すが、約1年後にはさらに強力なサイヤ人たちがドラゴンボールを求めて地球に来襲することを知る。
悟空はドラゴンボールによって生き返るまでの間、あの世の界王の下で修業し、仲間と共に地球に強襲したサイヤ人の戦士・ナッパとベジータを迎え撃つ。悟空は修行により増した力でナッパを一蹴し、ベジータと決闘。仲間の協力もあり、何とか撤退させるが、多くの仲間を失うとともに、地球のドラゴンボールも消滅する。

### フリーザ編
（36話 ｰ 107話）
地球の神と殺された仲間たちを甦らせるため、悟飯、クリリン、ブルマの3人がナメック星へ向かう。だが、そこには宇宙の帝王・フリーザとその一味が不老不死を求めて来襲し、ナメック星人を虐殺しながらドラゴンボールを略奪していた。悟飯たちはベジータ、フリーザ一味とのドラゴンボールをめぐる三つ巴の攻防の末、後から到着した悟空とナメック星人たちの協力を得てナメック星の神龍・ポルンガを呼び出し、ピッコロと地球のドラゴンボールを復活させる。
出し抜かれて願いが叶えられなかったフリーザは激怒し、一行は対決を強いられる。フリーザの持つ圧倒的な力の前にクリリンを殺され、怒りを爆発させた悟空は伝説の戦士・超サイヤ人へと覚醒。フルパワーを解放したフリーザに勝利する。ポルンガによって地球に帰還した悟飯たちは復活したドラゴンボールによりサイヤ人やフリーザ一味に殺された人々を蘇生させた。一方の悟空も爆発するナメック星を辛くも脱出、ヤードラット星に漂着し一命を取り留めた。
たったひとりの最終決戦〜フリーザに挑んだZ戦士 孫悟空の父〜（TVスペシャル）
（第63話と第64話の間）
悟空の父親バーダックとフリーザ一味との戦いを描いたTVスペシャル。アニメのオリジナルストーリーであるが、鳥山が高評価を下して原作にも取り入れられた。

### 魔凶星（ガーリックJr.）編
（108話 ｰ 117話）
デッドゾーンの中で過ごしていたガーリックJrだったが、魔凶星の接近によって大幅にパワーアップをして悟飯たちの前に現れた。悟飯らは苦戦するも苦労の末に再びガーリックJrをデッドゾーンに吸い込ませて永久に封印した。

### 人造人間・セル編
（118話 ｰ 194話）
ナメック星での闘いから約1年後、生き延びていたフリーザとその一味が地球を襲撃するが、未来から来たトランクスと名乗る青年に撃退される。トランクスは未来で悟空は心臓病によって命を落とすこと、3年後に現れる2体の人造人間が絶望の未来をもたらすことを告げる。
3年後、人造人間17号と人造人間18号を吸収することで完全体となったセルは地球の命運を賭けた武道会「セルゲーム」の開催を全世界に宣言する。悟空らはセルゲームに臨むが、激闘の末降参する。その意思を継いだ悟飯が超サイヤ人2へと覚醒しセルを圧倒する。セルの自爆により悟空は命を失うが、悟空の幻影と共にかめはめ波を放ちセルを撃破。悟空は自分が悪人を引き寄せているという理由で生き返りを拒否し、あの世に残ることを選ぶ。
絶望への反抗!!残された超戦士・悟飯とトランクス（TVスペシャル）
（第175話と第176話の間）
原作のTRUNKS THE STORYをベースにしたTVスペシャル。TRUNKS THE STORYの前日談を加えることで、物語の総量が大幅に増えている。また、トランクスの超サイヤ人化するきっかけが孫悟飯の死であるとされるなど、原作の一部内容が変更された。悟飯は原作通り左腕を失うが、変更によって順序が変わるためそのことに触れるセリフはカットされている。

### あの世一武道会編
（195話 ｰ 199話）
あの世で開催されたあの世一武道会の決勝で悟空はパイクーハンと戦い勝利し優勝を成し遂げた。

### 魔人ブウ編
（200話 ｰ 291話）
セルゲームより約7年後、天下一武道会に出場するために占いババの力によって1日だけこの世に戻る。天下一武道会の最中、悟空たちは界王よりもさらに高位の存在である界王神から恐ろしい力を持つ魔人ブウの封印が解かれようとしていることを知らされる。復活した魔人ブウにより悟飯やベジータが倒され、悟空はあの世に帰ったため、地球の命運は悟空の次男・孫悟天と少年トランクスの幼い2人に託される。
一方、魔人ブウは様々な人間との出会いからより邪悪で強力な魔人〈悪〉へと変貌。悟天とトランクスが「フュージョン（融合）」して誕生した戦士・ゴテンクスや、潜在能力を解放し、パワーアップを遂げて帰ってきた悟飯らが応戦するが、戦士たちを次々と吸収し姿を変えていく魔人ブウに苦戦を強いられる。危機に陥った悟飯らを救うため現世に舞い戻った悟空とベジータは、界王神界で真の姿となった魔人ブウとの最終決戦に臨む。ドラゴンボールの協力もあり、超特大の元気玉によって魔人ブウは完全に消滅する。それから10年後、悟空は天下一武道会に出場し、魔人ブウの生まれ変わりである少年・ウーブと共に見果てぬ強さを追い求めて修行に旅立ち、物語は幕を閉じる。

## 登場人物
- 孫悟空、孫悟飯、孫悟天 - 野沢雅子
- ベジータ - 堀川亮
- トランクス - 草尾毅
- ピッコロ - 古川登志夫
- クリリン - 田中真弓
- ヤムチャ - 古谷徹
- 天津飯 - 鈴置洋孝（第82話・第84話のみ山寺宏一）
- 餃子 - 江森浩子
- ブルマ - 鶴ひろみ
- チチ - 荘真由美→渡辺菜生子
- 亀仙人 - 宮内幸平→増岡弘
- ミスター・サタン - 郷里大輔
- ラディッツ - 千葉繁
- ナッパ - 飯塚昭三
- フリーザ - 中尾隆聖
- セル - 若本規夫
- 魔人ブウ - 塩屋浩三
- ナレーション - 八奈見乗児

### 声優変更
前作『元祖』はゲストのわずかな再登場でも多くは不動だったキャストが、今作では多くの変更が見られた。
- ウパ - 堀江美都子（前作）→大倉正章（Z第13話）
- 孫悟飯 (孫悟空の育ての親) - 阪脩（前作、Z第32話）→あずさ欣平（テレビスペシャル）
- チチ - 荘真由美（前作、Z第1話 - 第66話）→渡辺菜生子（Z第88話 - 最終話（第291話）、荘の産休による降板のため）
- ブルマの母 - 向井真理子（前作、Z第46話 - 第118話）→川浪葉子（Z第124話 - 第246話）
- 桃白白 - 大塚周夫（前作）→岸野幸正（Z第170話 - 第174話）
- 占いババ - 滝口順平（前作、Z第7話 - 第34話）→田中真弓（Z第190話 - 第272話）
- 神龍 - 内海賢二（前作、Z第21話 - 第100話）→佐藤正治（Z第192話 - 第193話）
- 天下一武道会アナウンサー - 内海賢二（前作）→鈴置洋孝（Z）
- カリン - 永井一郎（前作、Z第26話 - 第169話）→龍田直樹（Z第217話 - 第241話）
- 亀仙人 - 宮内幸平（前作、Z第2話 - 第260話）→増岡弘（Z第288話、Z本放送中に宮内が死去したため）

また『Z』本編で初登場した、あるいは劇場版から登場したキャラクターについても変更がある。
- デンデ - 鈴木富子（Z第48話 - 第288話）→結城比呂（Z第290話、第291話）
- 最長老 - 滝口順平（Z第53話 - 第75話）→佐藤正治（Z第100話 - 第105話）
- ガーリックJr. - 神谷明（劇場版『ドラゴンボールZ』）→千葉繁（Z第108話 - 第117話、神谷のスケジュールの都合のため[17]）
- ベジータ王 - 銀河万丈（Z第78話）→岸野幸正（Z第124話）、佐藤正治（劇場版『燃えつきろ!!熱戦・烈戦・超激戦』）
- コルド大王 - 郷里大輔（Z第118話 - 第121話）→佐藤正治（Z第195話）

引退や死去などのケースもあり、前作から長年演じ続けてきた声優が数多く交代した。旧キャストのうち、本放送中に故人となった宮内を除けば、多くの声優は後にゲーム版などで一度は復帰している。

## 反響・評価
平均視聴率は、20.5%（関東地区）、最高視聴率は、関東で、27.5%（1994年2月23日放送。第218話「バレちゃった!! サイヤマンは孫悟飯」。関東地区）関西地区は、34.1%（1991年11月13日放送。第116話「悟飯に一瞬の勝機!! あの魔凶星を撃て…」）。最終回の視聴率は関東地区が21.3%、関西地区が19.6%。
| 視聴率（%） | 放送日         | 話数    | サブタイトル                                                  | 出典 |
| ----------- | -------------- | ------- | ------------------------------------------------------------- | ---- |
| 27.5        | 1994年2月23日  | 第218話 | バレちゃった!!サイヤマンは孫悟飯                              | [20] |
| 26.8        | 1994年3月2日   | 第219話 | うごめく陰謀!!悟飯の力（パワー）が奪われた                    | [20] |
| 26.7        | 1994年1月19日  | 第213話 | どうするサタン!?史上最大のピンチ                              | [20] |
| 26.5        | 1994年3月9日   | 第220話 | 黒幕登場!!悪の魔導師バビディ                                  | [20] |
| 26.2        | 1994年2月2日   | 第215話 | どうしたピッコロ!!まさかの不戦敗                              | [20] |
| 26.1        | 1993年11月3日  | 第205話 | 悟空も復活!?天下一武道会出場だ!!                              | [20] |
| 25.9        | 1991年2月27日  | 第80話  | 一気に形勢逆転!!遅れてきた戦士・ピッコロ                      | [20] |
| 25.7        | 1990年9月26日  | 第63話  | 超魔術かトリックか!?Mr.グルドが怒ったぞ!                      | [20] |
| 25.7        | 1990年11月14日 | 第67話  | 赤と青の光球（ライトニングボール）!ジースとバータが悟空を襲う | [20] |
| 25.7        | 1992年3月11日  | 第131話 | 事実は未来より恐ろしい!?トランクスの疑惑                      | [20] |
| 25.6        | 1994年1月26日  | 第214話 | 対戦相手決定!!早くやろうぜ一回戦                              | [20] |
| 25.5        | 1992年1月8日   | 第122話 | ボクの父はベジータです…謎の少年の告白                         | [20] |
| 25.5        | 1992年2月5日   | 第126話 | 気配を持たぬ殺人鬼どいつが人造人間だ!?                        | [20] |
| 25.5        | 1993年10月27日 | 第204話 | 盗難事件発生!!犯人はサイヤマン!?                              | [20] |
| 25.4        | 1991年2月6日   | 第77話  | 最強戦士の誕生か!?ネイルとピッコロが合体                      | [20] |
| 25.3        | 1993年12月22日 | 第211話 | ボクの出番だ!悟天、緊張の第一戦                               | [20] |
| 25.3        | 1994年2月9日   | 第216話 | 不死身で不気味!?スポポビッチの謎                              | [20] |
| 25.2        | 1992年1月22日  | 第124話 | こえてやる…悟空を!!戦闘民族サイヤ人の王                       | [20] |
| 25.1        | 1993年11月17日 | 第207話 | あっ飛べた!!ビーデルの舞空術入門                              | [20] |
| 25.1        | 1994年3月23日  | 第222話 | なめるな!!ベジータ怒りの初戦突破                              | [20] |
関連商品の展開は好調で、主題歌『CHA-LA HEAD-CHA-LA』は170万枚の売上を記録。バンダイから発売された同作のゲームソフトはシリーズ化、他にも、カードダス、食玩などの関連ヒット商品が続々発売された。また、「ドラゴンボールZ ミニトマト」は1600万パック出荷。続編『ドラゴンボールGT』の放送が終了してからの数年間は、放送が終了した他作品と同様に商品展開が途絶えていたが、2002年以降のDVD化や完全版コミック・ゲームの発売により、新たな世代にも本作が知られるようになったことで再び関連商品が発売されるようになった。
『Z』名義の家庭用ゲームソフトは、『ドラゴンボールZ カカロット』の500万本、2024年時点で800万本をはじめ、2003年から2005年に発売されたPlayStation 2用ソフトの『ドラゴンボールZ』3作品が合計で国内で150万本、日本国外で700万本の売上を記録した。スマートフォンゲーム向け『ドラゴンボールZ ドッカンバトル』は2021年9月時点で全世界3億5000万DLを記録している。
映画の興行収入は、『ドラゴンボールZ 神と神』が国内で29.9億、『ドラゴンボールZ 復活の「F」』が国内で37億4000万円を記録している。

### 受賞歴
- ビデオ・オブ・ザ・イヤー2006 最優秀アニメ賞 ドラゴンボールZ・DVD[29]
- 第39回日本アカデミー賞 優秀アニメーション作品賞 ドラゴンボールZ 復活の「F」[30]
- 2003年度JASRAC賞 銀賞 ドラゴンボールZ BGM[31]
- 2007年度JASRAC賞 国際賞 ドラゴンボールZ BGM[31]
- 2014年度JASRAC賞 国際賞 ドラゴンボールZ BGM[31]
- 2017年度JASRAC賞 国際賞 ドラゴンボールZ BGM[32]
- 2018年度JASRAC賞 国際賞 ドラゴンボールZ BGM[32]
- 第4回Global TV Demand Award 最も需要のあるレガシーシリーズ ドラゴンボールZ[33]
- 第6回Global TV Demand Award 最も需要のあるレガシーシリーズ ドラゴンボールZ[34]
- 2020PlayStation Partner Awards GRAND AWARD ドラゴンボールZ カカロット[35]

## 制作
制作状況は『元祖』のアニメ化は非常に早かったため、『Z』も原作に追いつきそうになった。ナメック星編で展開が原作に完全に追いついてしまい、アニメの制作スケジュールが逼迫するようになると、前回のあらすじの時間を多くとる、原作のアクションシーンを大幅に膨らませる、各キャラクターによる回想などで展開を遅くするなどの苦肉の策がとられ、30分の放送時間内で劇中では数分しか経過していないことも起こるようになった。極端な例では「ナメック星消滅まであと5分」から消滅するまでの5分間を描くのに10話もかけている。これについては、制作スタッフが鳥山からまだ墨も入れていない下描き段階の原稿を送ってもらっていたというエピソードが残っている。これには冒険を主体にしていた前作に比べ、戦闘を主体とした『Z』はオリジナルのサイドストーリーを挿入しにくかったことが主な理由に挙げられている。また原作とのタイムラグを極力抑え読者の興奮が冷める前にアニメにするという意図もあったようで、プロデューサーの森下は放送当時から『ドラゴンボールZ』の人気の理由に「お刺身のように原作を新鮮な内にアニメ化しているから」と分析していたようである。
鳥山明の初代担当編集者である鳥嶋和彦によると、前作『元祖』の視聴率が低迷しているのは、『Dr.スランプ アラレちゃん』と同じプロデューサーが同作の感じを引きずってアクションに徹しきれず甘かったということで、特にピッコロ大魔王を倒すシーンにおいて質の低さに怒り、フジテレビと相談してプロデューサーに降りてもらい、当時鳥嶋が面白いと感じていたアニメ『聖闘士星矢』のスタッフにやってもらいたいと、『星矢』のシリーズディレクター（監督）・森下孝三や脚本家・小山高生に頼み、悟空が大きくなる設定のところから新体制で始めることとなり、フジテレビのプロデューサーに新番組になると宣伝費の予算が付けられるからタイトルも変えようと提案され、新番組『Z』になったという。

### 構成・演出
放送形式はアニメ本編は冒頭でナレーションが入り、サブタイトルという流れで始まる。第2話以降は主に前回までのあらすじをナレーションで説明するという形式をとっている。次回予告は、前作から続く悟空の「オッス、オラ悟空!」から始まり、悟空と次回に活躍しそうなキャラクターや、そのキャラクターに関わる人物と掛け合いをし、悟空がタイトルを告げ最後に悟飯が一言コメントするという形だった。これは孫親子どちらかが死亡などで本編に登場しなかったり、セル戦以降に悟飯が一時的に主役扱いになっていたときも変わらなかった。初期の頃は悟飯も掛け合いをしていたが、悟天は予告内で喋ることはなかった。
フジテレビは子供たちの楽しみも考え、水曜日のプロ野球中継を減らしていた。特に人造人間編の頃には、優勝決定などの重要な試合以外は本作を通常放送し、番組終了後の19時30分から野球中継する場合もあった。もっとも、原作のストックの問題を抱えていたこともあり、過剰な展開の引き延ばしが頻発した。
やがて、スポーツ中継を2週連続で挟むなど、番組を休止して原作と引き離す方法もとられるようになった。原作が終了した後にも最終回直前まで展開を引き延ばしたり、1か月も放送を休止することもあったが、これは続編『ドラゴンボールGT』の制作が決定し、その準備をすることとなったという事情の他、阪神・淡路大震災やオウム真理教事件などの社会的大事件で番組が直前に報道特別番組に差し替えられたこと、これまでの局の意向が変わり、スポーツ中継が挟まれることが増加したためである。

### アニメオリジナルエピソード
原作1話分をそのままアニメにした場合、アニメ1話分には尺が足らず、原作の週刊連載にすぐに追いついてしまうため、その兼ね合いから、アニメスタッフの手によりアニメ独自のシーンや、独自のエピソードが追加されており、原作漫画とは一部食い違っている設定やストーリーもある。基本的に、アニメだけのオリジナルエピソードや設定に原作者の鳥山明は関わっておらず、鳥山は「ノータッチ」と発言している。
だが、以下のオリジナルエピソードや設定に関しては鳥山明が書いた裏設定の「アイデアメモ」を基にして制作されている。
- サイヤ人とツフル人の歴史
- プロ野球の助っ人選手としてアルバイトをするヤムチャ
- 天津飯や餃子を追いかけたいがカリン塔に登れずウパたちに八つ当たりするランチ
- 2人に分身して特訓するピッコロ
- 蛇の道で雲を千切って食べる悟空
- 蛇の道の下にある地獄の様子
- 蛇の道の途中にある宮殿にいる蛇
- 栽培マンの裏設定

他にもアニメオリジナルキャラクターとして「グレゴリー」「ベジータ王（顔のみ）」「パイクーハン」「大界王」のデザインや、中鶴勝祥のラフデザインを基に悟空の父親「バーダック」とその仲間たちのデザインを行っている。
原作をベースに拡げたアニメオリジナルシーンは、原作では会話のみの出来事、敵キャラクターの恐ろしさと残忍さを強調する出来事、その話の主体となる出来事に並行して起きている出来事が多い。

## スタッフ
- 企画 - 森下孝三（東映動画）、清水賢治（フジテレビ）[45]
- フジテレビプロデューサー - 清水賢治（1話-291話）、金田耕司（118話-291話）
- アシスタントプロデューサー（東映動画） - 蛭田成一（88話-291話）、木戸睦（102話-109話）
- 原作 - 鳥山明（集英社『週刊少年ジャンプ』連載）
- 製作担当 - 岸本松司（1話-58話） → 鳥本武（59話-109話） → 山口彰彦（110話-169話） → 末永雄一（170話-291話）
- シリーズ構成 - 小山高生
- 音楽 - 菊池俊輔
- チーフアニメーター → キャラクターデザイン - 前田実（1話-199話） → 中鶴勝祥（200話-291話）
- チーフデザイナー - 池田祐二（1話-199話） → 徳重賢（200話-291話）
- シリーズディレクター - 西尾大介（1話-199話）
- 色指定・検査 - 酒井日出子、沢田豊二、森田博、千田日出子、辻田邦夫
- 撮影 - スタジオコスモス → 三晃プロダクション
- 編集 - 福光伸一（タバック）
- 選曲 - 宮下滋（ビモス）
- オーディオディレクター - 小松亘弘（テアトル・エコー）[46]
- 制作 - フジテレビ、東映動画[注釈 1]

## 主題歌

### OP・ED
|   | 曲名               | 歌           | 作詞     | 作曲     | 編曲     | 使用期間          | レーベル       |
| - | ------------------ | ------------ | -------- | -------- | -------- | ----------------- | -------------- |
| 1 | CHA-LA HEAD-CHA-LA | 影山ヒロノブ | 森雪之丞 | 清岡千穂 | 山本健司 | 第1話 - 第199話   | 日本コロムビア |
| 2 | WE GOTTA POWER     | 影山ヒロノブ | 森雪之丞 | 石川恵樹 | 石川恵樹 | 第200話 - 第291話 | 日本コロムビア |

|   | 曲名                          | 歌           | 作詞     | 作曲 | 編曲     | 使用期間          | レーベル       |
| - | ----------------------------- | ------------ | -------- | ---- | -------- | ----------------- | -------------- |
| 1 | でてこいとびきりZENKAIパワー! | MANNA        | 荒川稔久 | 池毅 | 山本健司 | 第1話 - 第199話   | 日本コロムビア |
| 2 | 僕達は天使だった              | 影山ヒロノブ | 森雪之丞 | 池毅 | 戸塚修   | 第200話 - 第291話 | 日本コロムビア |

|   | 曲名         | 歌                | 作詞   | 作曲     | 編曲     | 使用タイトル                                                               | レーベル       |
| - | ------------ | ----------------- | ------ | -------- | -------- | -------------------------------------------------------------------------- | -------------- |
| 1 | 光の旅       | 影山ヒロノブ KUKO | 佐藤大 | 清岡千穂 | 山本健司 | ドラゴンボールZ たったひとりの最終決戦〜フリーザに挑んだZ戦士 孫悟空の父〜 | 日本コロムビア |
| 2 | 青い風のHOPE | 影山ヒロノブ      | 佐藤大 | 清岡千穂 | 山本健司 | ドラゴンボールZ 絶望への反抗!!残された超戦士・悟飯とトランクス             | 日本コロムビア |

備考
- 初代エンディングテーマ「でてこいとびきりZENKAIパワー!」フルバージョンのイントロ部分（冒頭歌い出し直前、中盤間奏部分、終盤終了直前の3か所）を逆再生すると、スタッフの名前などが聞こえる仕掛けが施されている[47]。内容は3か所とも同じである。なお、TVサイズバージョンは間に編集点が入っている。
- エンディングのスタッフクレジットは第93話まで東映動画伝統の手書きクレジットだったが、第94話から丸ゴシック体タイプ[注釈 7]を使用した。クレジットは、タバックなどの会社名は手書き時代にロゴが使用されていたが、第93話からは活字となった。ただし他の文字は丸ゴシック体なのに対し、タバックはゴシック体であり、区別がつけられている。サブタイトルの文字も、同時にゴシック体に変更された。

### BGM
シリーズが進むにつれ新しいBGMが作られている。また、劇場版オリジナルのBGMもテレビシリーズに多く流用されている。『元祖』時代のBGMも初期では多く流用されていたが、シリーズが進むにつれて劇場版オリジナルのBGMが流用されるようになるため、シリーズが後期に入ると『元祖』時代のBGMは少なくなっていった。詳しくは『ドラゴンボールZ BGMコレクション』より。第1話から第199話まではプロローグとタイトルコールと次回予告は「CHA-LA HEAD-CHA-LA」をアレンジしたBGMである。第200話から第291話まではプロローグと次回予告は「WE GOTTA POWER」を、タイトルコールは「僕達は天使だった」をアレンジしたBGMであった。

### 挿入歌
コロムビアからヒット曲集が20枚発売された。7年の間に作られた歌は200曲以上に昇ったが、実際にテレビアニメおよび劇場版で挿入歌として使用された曲は以下の7曲。
TV版の挿入歌（全4曲）
「修羅色の戦士」（第20話）
作詞 - 岩室先子 / 作曲・編曲 - 山本健司 / 歌 - 茅弘二
「Fly high」（第46話）
作詞 - 岩室先子 / 作曲・編曲 - 須藤賢一 / 歌・演奏 - 影山ヒロノブ、Broadway
「ソリッドステート・スカウター」
（TVSP1・「ドラゴンボールZ たったひとりの最終決戦〜フリーザに挑んだZ戦士 孫悟空の父〜」）
作曲・編曲 - 岩崎文紀 / 歌・VOICE - TOKIO / 演奏 - Dragon Majic Orchestra
イエロー・マジック・オーケストラ（YMO）の『ソリッド・ステイト・サヴァイヴァー』風のアレンジをした曲。バーダックの戦闘シーンで使用。
「口笛の気持ち」(第107話,第108話)
作詞 - 佐藤大 / 作曲 - 池毅 / 編曲 - 山本健司 / 歌 - 上柴はじめ
「BP∞バトルポイント・アンリミテッド」（第120話）
演奏 - モノリス / 作曲・編曲 - 山本健司
トランクスが超サイヤ人に変身するシーンで使用。
「MIND POWER …気…」（第139話）
作詞 - 岩室先子 / 作曲 - 清岡千穂 / 編曲 - 山本健司 / 歌 - 影山ヒロノブ、佐藤有香
トランクスが未来を回想するシーンで使用。
「運命の日〜魂VS魂〜」（第184話）
作詞 - 岩室先子 / 作曲 - 清岡千穂 / 編曲 - 山本健司 / 歌 - 影山ヒロノブ
悟飯が超サイヤ人2に変身するシーンで使用。

『Z』編からの劇場版の挿入歌（全2曲）
「天下一ゴハン」（ドラゴンボールZ」より）
作詞 - 岩室先子 / 作曲 - 池毅 / 編曲 - 山本健司 / 歌 - 野沢雅子
「ピッコロさんだ〜いすき♡」（「ドラゴンボールZ この世で一番強いヤツ」より）
作詞 - 谷穂ちろる / 作曲 - 池毅 / 編曲 - 山本健司 / 歌 - 野沢雅子

## 各話リスト
★はアニメオリジナルエピソード
| 放送日         | 話数 | サブタイトル                           | 脚本              | （絵コンテ） 演出       | 作画監督   | 美術              |
| -------------- | ---- | -------------------------------------- | ----------------- | ----------------------- | ---------- | ----------------- |
| 1989年 4月26日 | 1    | ミニ悟空はおぼっちゃま!ボク悟飯です。  | 小山高生          | 西尾大介                | 内山正幸   | 池田祐二          |
| 5月3日         | 2    | 史上最強の戦士は悟空の兄だった!        | 隅沢克之 小山高生 | 葛西治                  | 青嶋克己   | 池田祐二 高田茂祝 |
| 5月10日        | 3    | やった!これが地上最強のコンビだ!       | 隅沢克之          | 竹之内和久              | 進藤満尾   | 池田祐二 山元健生 |
| 5月17日        | 4    | ピッコロの切り札!悟飯は泣きむしクン    | 井上敏樹          | 上田芳裕                | 竹内留吉   | 池田祐二 高田茂祝 |
| 5月24日        | 5    | 悟空死す!ラストチャンスは一度だけ      | 小山高生          | 竹之内和久              | 内山正幸   | 池田祐二 山元健生 |
| 6月7日         | 6    | エンマ様もビックリあの世でファイト     | 照井啓司          | 橋本光夫                | 海老沢幸男 | 池田祐二 高田茂祝 |
| 6月14日        | 7    | 恐竜とサバイバル!悟飯のツライ修行      | 照井啓司          | 岡崎稔                  | 前田実     | 山元健生          |
| 6月21日        | 8    | 月の輝く夜に大変身!悟飯パワーの秘密    | 小山高生          | 上田芳裕                | 内山正幸   | 高田茂祝          |
| 6月28日        | 9    | ゴメンねロボットさん砂漠に消えた涙★    | 隅沢克之          | 葛西治                  | 青嶋克己   | 山元健生          |
| 7月5日         | 10   | 泣くな悟飯!はじめての闘い★             | 照井啓司          | 竹之内和久              | 進藤満尾   | 高田茂祝          |
| 7月12日        | 11   | 宇宙一の強戦士サイヤ人めざめる!        | 井上敏樹          | 上田芳裕                | 竹内留吉   | 山元健生          |
| 7月19日        | 12   | 蛇の道でいねむり悟空が落っこちる★      | 小山高生          | 西尾大介                | 内山正幸   | 高田茂祝          |
| 7月26日        | 13   | 手を出すな!エンマ様の秘密の果実★       | 隅沢克之          | 橋本光夫                | 海老沢幸男 | 山元健生          |
| 8月2日         | 14   | あま〜い誘惑!蛇姫さまのおもてなし★     | 戸田博史          | 岡崎稔                  | 前田実     | 高田茂祝          |
| 8月9日         | 15   | ピッコロからの脱出!嵐を呼ぶ悟飯★       | 隅沢克之          | 竹之内和久              | 内山正幸   | 山元健生          |
| 8月16日        | 16   | 走れ悟飯!チチの待つなつかしのパオズ山★ | 照井啓司          | （青嶋克己） 橋本光夫   | 青嶋克己   | 高田茂祝          |
| 8月30日        | 17   | 明日なき街!勝利への遠い道のり          | 戸田博史          | 葛西治                  | 進藤満尾   | 山元健生          |
| 9月6日         | 18   | 終点〜ん蛇の道!おめえ界王様か?         | 隅沢克之          | 上田芳裕                | 内山正幸   | 高田茂祝          |
| 9月13日        | 19   | 重力との戦い!バブルス君をつかまえろ    | 戸田博史          | 竹之内和久              | 竹内留吉   | 山元健生          |
| 9月20日        | 20   | よみがえるサイヤ人伝説!悟空のルーツ    | 小山高生          | 橋本光夫                | 海老沢幸男 | 高田茂祝          |
| 9月27日        | 21   | いでよ神龍!サイヤ人ついに地球到着      | 照井啓司          | 岡崎稔                  | 前田実     | 山元健生          |
| 10月11日       | 22   | んなバカな!土から生まれたサイバイマン  | 小山高生          | 竹之内和久              | 内山正幸   | 高田茂祝          |
| 10月18日       | 23   | ヤムチャ死す!おそるべしサイバイマン    | 小山高生          | 上田芳裕                | 青嶋克己   | 山元健生          |
| 10月25日       | 24   | さよなら天さん!餃子の捨て身の戦法      | 隅沢克之          | （葛西治） 折目達也     | 進藤満尾   | 高田茂祝          |
| 11月1日        | 25   | 天津飯絶叫!!これが最後の気功砲だ       | 戸田博史          | 西尾大介                | 竹内留吉   | 山元健生          |
| 11月8日        | 26   | ひたすら待って3時間!弾丸飛行の筋斗雲   | 小山高生          | （竹之内和久） 上田芳裕 | 内山正幸   | 高田茂祝          |
| 11月22日       | 27   | ぼくにまかせて!悟飯・怒りの大爆発      | 井上敏樹          | 橋本光夫                | 海老沢幸男 | 山元健生          |
| 11月29日       | 28   | サイヤ人の猛威!神様もピッコロも死んだ  | 戸田博史          | 岡崎稔                  | 前田実     | 高田茂祝          |
| 12月6日        | 29   | 父さんすげぇや!究極の必殺技・界王拳    | 隅沢克之          | 上田芳裕                | 内山正幸   | 山元健生          |
| 12月13日       | 30   | 限界を超えた熱い戦い!悟空対ベジータ    | 照井啓司          | 折目達也                | 青嶋克己   | 高田茂祝          |
| 12月20日       | 31   | いまだ悟空!すべてを賭けた最後の大技    | 井上敏樹          | 西尾大介                | 竹内留吉   | 山元健生          |
| 1990年 1月17日 | 32   | 戦闘力10倍!!ベジータ大変身             | 隅沢克之          | 上田芳裕                | 内山正幸   | 高田茂祝          |
| 1月24日        | 33   | 死なないで父さん!!これが悟飯の底力     | 照井啓司          | 橋本光夫                | 海老沢幸男 | 山元健生          |
| 1月31日        | 34   | 撃てクリリン!願いをこめた元気玉        | 小山高生          | 岡崎稔                  | 前田実     | 高田茂祝          |
| 2月7日         | 35   | 奇跡を起こせ!スーパーサイヤ人孫悟飯    | 戸田博史          | 西尾大介                | 内山正幸   | 山元健生          |

放送休止
- 1989年5月31日 五木ひろしの結婚披露宴中継
- 1989年8月23日 プロ野球中継『ヤクルト×巨人』
- 1989年11月15日 ワールドカップバレーボール'89女子『日本×中国』
- 1989年12月27日 時代劇スペシャル 『大岡政談・魔像』
- 1990年1月3日 志村けんのバカ殿様
- 1990年1月10日 クイズ!年の差なんてスペシャル

| 放送日         | 話数 | サブタイトル                                                  | 脚本              | （絵コンテ） 演出       | 作画監督   | 美術              |
| -------------- | ---- | ------------------------------------------------------------- | ----------------- | ----------------------- | ---------- | ----------------- |
| 1990年 2月14日 | 36   | 飛び出せ宇宙へ!希望の星はピッコロの故郷                       | 隅沢克之          | 折目達也                | 竹内留吉   | 高田茂祝          |
| 2月21日        | 37   | 謎のユンザビット!神様の宇宙船を探せ                           | 隅沢克之          | 松浦錠平                | 進藤満尾   | 山元健生          |
| 2月28日        | 38   | ナメック星行き発進!悟飯たちを待つ恐怖                         | 照井啓司          | 上田芳裕                | 内山正幸   | 高田茂祝          |
| 3月7日         | 39   | 敵か味方か?謎の巨大宇宙船の子供たち                           | 小山高生          | 西尾大介                | 海老沢幸男 | 山元健生          |
| 3月14日        | 40   | ホントにホント?あれが希望のナメック星                         | 隅沢克之          | 橋本光夫                | 竹内留吉   | 高田茂祝          |
| 3月21日        | 41   | 親切な宇宙人いきなりあったよ五星球★                           | 照井啓司          | 岡崎稔                  | 前田実     | 山元健生          |
| 4月4日         | 42   | 惑星フリーザNO.79復活のベジータ!!                             | 松井亜弥 小山高生 | 松浦錠平                | 内山正幸   | 高田茂祝          |
| 4月11日        | 43   | そろったぞ神龍球!ピッコロさんも生き返る                       | 隅沢克之          | 上田芳裕                | 進藤満尾   | 山元健生          |
| 4月18日        | 44   | あらたな強敵!宇宙の帝王フリーザ                               | 照井啓司          | 折目達也                | 中鶴勝祥   | 長崎斉            |
| 4月25日        | 45   | 野望のベジータ!宇宙一の戦士はオレだ!!                         | 隅沢克之          | 山内重保                | 内山正幸   | 高田茂祝          |
| 5月2日         | 46   | 悟空パワー全開!!銀河の果てまで6日間                           | 戸田博史          | 橋本光夫                | 海老沢幸男 | 高田茂祝          |
| 5月9日         | 47   | 意表をついた攻撃!!長老の狙いはスカウター                      | 松井亜弥          | 上田芳裕                | 竹内留吉   | 長崎斉            |
| 5月16日        | 48   | 悟飯危うし!死を呼ぶ追跡者ドドリア                             | 照井啓司          | 岡崎稔                  | 前田実     | 高田茂祝          |
| 5月23日        | 49   | 爆死ドドリア!ベジータの恐るべき衝撃波                         | 隅沢克之          | 山内重保                | 内山正幸   | 長崎斉            |
| 5月30日        | 50   | 燃える惑星からの脱出!!命がけのカメハメ波                      | 戸田博史          | 橋本光夫                | 進藤満尾   | 高田茂祝          |
| 6月6日         | 51   | 勇気百倍!界王の下に集結する戦士たち                           | 松井亜弥          | 上田芳裕                | 海老沢幸男 | 長崎斉            |
| 6月20日        | 52   | 聞け悟空よ!フリーザには手を出すな                             | 隅沢克之          | 橋本光夫                | 進藤満尾   | 高田茂祝          |
| 6月27日        | 53   | ほとんど鳥肌!美戦士ザーボンの悪魔の変身                       | 戸田博史          | 山内重保                | 内山正幸   | 吉田智子          |
| 7月4日         | 54   | 希望の星を守れ!!クリリン驚異のパワーUP                        | 照井啓司          | 岡崎稔                  | 竹内留吉   | 藤田勉            |
| 7月18日        | 55   | 死の淵からよみがえった奇跡の男・ベジータ                      | 照井啓司          | 折目達也                | 内山正幸   | 田原優子          |
| 8月1日         | 56   | どでかい戦闘力!!砕け散るフリーザの陰謀                        | 隅沢克之          | 上田芳裕                | 海老沢幸男 | 吉田智子 藤田勉   |
| 8月8日         | 57   | 元気が戻ったぞ!!100倍超重力の中の悟空                         | 小山高生          | 山内重保                | 進藤満尾   | 吉田智子          |
| 8月22日        | 58   | フリーザの秘密兵器!悪魔のギニュー特戦隊                       | 戸田博史          | 橋本光夫                | 竹内留吉   | 藤田勉            |
| 8月29日        | 59   | ブルマが危ない!!四星球はフリーザの手に                        | 松井亜弥          | 松浦錠平                | 内山正幸   | 高橋忍            |
| 9月5日         | 60   | 激突だ!!不屈の闘志の界王拳とカメハメ波                        | 隅沢克之          | 上田芳裕                | 進藤満尾   | 吉田智子          |
| 9月12日        | 61   | 迫る超決戦!ギニュー特戦隊只今参上!!                           | 隅沢克之          | 折目達也                | 海老沢幸男 | 長崎斉            |
| 9月19日        | 62   | 悟空が大接近!フリーザの包囲網をぶち破れ                       | 照井啓司          | （山内重保） 藤瀬順一   | 内山正幸   | 藤田勉            |
| 9月26日        | 63   | 超魔術かトリックか!?Mr.グルドが怒ったぞ!                      | 戸田博史          | 菊池一仁                | 竹内留吉   | 高橋忍            |
| 10月24日       | 64   | 猛攻リクーム!!悪くて強くてとんでもない奴                      | 戸田博史          | 岡崎稔                  | 佐藤正樹   | 吉田智子          |
| 10月31日       | 65   | 死ぬな悟飯!悟空、ついに決戦場に到着だ                         | 隅沢克之          | 上田芳裕                | 進藤満尾   | 長崎斉            |
| 11月7日        | 66   | ケタ外れの強さ!!伝説の超サイヤ人孫悟空                        | 隅沢克之          | 折目達也                | 海老沢幸男 | 藤田勉            |
| 11月14日       | 67   | 赤と青の光球（ライトニングボール）!ジースとバータが悟空を襲う | 松井亜弥          | 西尾大介                | 内山正幸   | 小板橋かよ子      |
| 11月21日       | 68   | ついに直接対決!!ギニュー隊長のおでましだ                      | 照井啓司          | 藤瀬順一                | 島貫正弘   | 吉田智子          |
| 11月28日       | 69   | 凄まじい迫力!!見たか、悟空のフルパワー                        | 松井亜弥          | 岡崎稔                  | 進藤満尾   | 小板橋かよ子      |
| 12月5日        | 70   | 闘いの行方!?最長老に迫るフリーザの魔の手                      | 松井亜弥          | 上田芳裕                | 前田実     | 藤田勉            |
| 12月12日       | 71   | ビックリ!!悟空がギニューでギニューが悟空                      | 松井亜弥          | 折目達也                | 海老沢幸男 | 吉田智子          |
| 12月19日       | 72   | 出でよ超神龍!!ボクの願いをかなえたまえ                        | 松井亜弥          | 橋本光夫                | 内山正幸   | 市原よう子        |
| 1991年 1月9日  | 73   | 奴はオラじゃネェ!悟飯びびるな父を撃て!!                       | 戸田博史          | 西尾大介                | 進藤満尾   | 藤田勉            |
| 1月16日        | 74   | 大誤算!!ギニューがカエルになっちゃった                        | 隅沢克之          | 上田芳裕                | 内山正幸   | 吉田智子          |
| 1月23日        | 75   | 七ッの玉を揃えし者よ…さあ合言葉を言え!                        | 隅沢克之          | 橋本光夫                | 海老沢幸男 | 小板橋かよ子      |
| 1月30日        | 76   | 神様も生き返った!超神龍でピッコロが復活                       | 隅沢克之          | 折目達也                | 島貴正弘   | 藤田勉            |
| 2月6日         | 77   | 最強戦士の誕生か!?ネイルとピッコロが合体                      | 隅沢克之          | 岡崎稔                  | 前田実     | 吉田智子          |
| 2月13日        | 78   | 悪夢の超変身!!戦闘力100万のフリーザ                           | 隅沢克之          | 上田芳裕                | 進藤満尾   | 小板橋かよ子      |
| 2月20日        | 79   | ここまでか!?凶悪超絶パワーが悟飯を襲う                        | 松井亜弥          | 折目達也                | 内山正幸   | 藤田勉            |
| 2月27日        | 80   | 一気に形勢逆転!!遅れてきた戦士・ピッコロ                      | 松井亜弥          | 藤瀬順一                | 海老沢幸男 | 松宮正純          |
| 3月6日         | 81   | ピッコロの自信!フリーザを倒すのはオレだ                       | 小山高生          | （西尾大介） 上田芳裕   | 島貫正弘   | 小板橋かよ子      |
| 3月13日        | 82   | 出撃だ悟空!!激怒のフリーザが第2の変身                         | 小山高生          | 菊池一仁                | 進藤満尾   | 藤田勉            |
| 3月20日        | 83   | 恐怖しろ!!フリーザは3度の変身で勝負する                       | 隅沢克之          | 上田芳裕                | 内山正幸   | 松宮正純          |
| 3月27日        | 84   | デンデの死…でてこい!とびきり全開パワー                        | 隅沢克之          | 折目達也                | 海老沢幸男 | 小板橋かよ子      |
| 4月3日         | 85   | 待ちに待ったぜ、この瞬間!!!孫悟空が復活だ                     | 隅沢克之          | 菊池一仁                | 内山正幸   | 藤田勉            |
| 4月10日        | 86   | 無念…!!誇り高きサイヤ人・ベジータ死す                         | 隅沢克之          | 上田芳裕                | 進藤満尾   | 横山千草 中山益男 |
| 4月17日        | 87   | 超決戦の幕開けだ!!おめえだけはオラが倒す                      | 松井亜弥          | （小坂春女） 山口彰彦   | 島貫正弘   | 吉田智子          |
| 4月24日        | 88   | 激突の2大超パワー!本気同士の肉弾戦!!!                         | 松井亜弥          | 菊池一仁                | 内山正幸   | 藤田勉            |
| 5月1日         | 89   | フリーザ恐怖の宣言!手を使わずお前を倒す                       | 松井亜弥          | （竹之内和久） 上田芳裕 | 海老沢幸男 | 横山千草          |
| 5月8日         | 90   | ハッタリじゃねえぞ!!大胆素敵な奴・孫悟空                      | 松井亜弥          | 上田芳裕                | 前田実     | 吉田智子          |
| 5月15日        | 91   | 決着だ!!炎の化身20倍界王拳のカメハメ波                        | 松井亜弥          | （西尾大介） 藤瀬順一   | 進藤満尾   | 藤田勉            |
| 5月22日        | 92   | 超特大の元気玉これが最後の切り札だ!!                          | 戸田博史          | 橋本光夫                | 内山正幸   | 横山千草          |
| 5月29日        | 93   | チャンスを生かせ!!ピッコロ捨身の援護射撃                      | 戸田博史          | 菊池一仁                | 島貫正弘   | 吉田智子          |
| 6月5日         | 94   | 元気玉の超破壊力!!生き残ったのは誰だ!?                        | 戸田博史          | 上田芳裕                | 海老沢幸男 | 藤田勉            |
| 6月12日        | 95   | ついに変身!!伝説の超サイヤ人・孫悟空                          | 戸田博史          | 山内重保                | 前田実     | 横山千草          |
| 6月19日        | 96   | 怒り爆発!!悟空よ、みんなの仇を討ってくれ                      | 隅沢克之          | 藤瀬順一                | 内山正幸   | 吉田智子          |
| 6月26日        | 97   | ナメック星消滅か!?大地を貫く魔の閃光                          | 隅沢克之          | 菊池一仁                | 進藤満尾   | 藤田勉            |
| 7月10日        | 98   | 勝つのはオレだ…生き残りをかけた最終攻撃                       | 隅沢克之          | 上田芳裕                | 久田和也   | 横山千草          |
| 7月17日        | 99   | 神龍よ宇宙を走れ!!迫るナメック星消滅の時                      | 隅沢克之          | 山内重保                | 海老沢幸男 | 吉田智子          |
| 7月24日        | 100  | ボクは孫悟空の息子だ!!悟飯、再び決戦場へ                      | 隅沢克之          | （橋本光夫） 藤瀬順一   | 内山正幸   | 渡辺佳人          |
| 7月31日        | 101  | オレはこの星に残る!!勝利への最後の願い                        | 小山高生          | 菊池一仁                | 進藤満尾   | 藤田勉            |
| 8月7日         | 102  | とことんやろうぜ!!消えゆく星に残った二人★                     | 小山高生          | 西尾大介                | 内山正幸   | 吉田智子          |
| 8月14日        | 103  | 哀れフリーザ!震えだしたら止まらない!!                         | 戸田博史          | 上田芳裕                | 久田和也   | 渡辺佳人          |
| 8月21日        | 104  | 悟空の勝利宣言だ!!フリーザが自滅する時…                       | 戸田博史          | 山内重保                | 海老沢幸男 | 横山千草          |
| 8月28日        | 105  | フリーザ敗れる!!すべての怒りをこめた一撃                      | 戸田博史          | 橋本光夫                | 内山正幸   | 吉田智子          |
| 9月4日         | 106  | ナメック星大爆発!!宇宙に消えた悟空                            | 戸田博史          | 菊池一仁                | 進藤満尾   | 藤田勉            |
| 9月11日        | 107  | 生きていた孫悟空Z戦士が全員復活だ!!                           | 戸田博史          | 西尾大介                | 前田実     | 横山千草          |

魔凶星（ガーリックJr.）編（1991年9月 - 11月）（アニメオリジナル）
| 放送日         | 話数 | サブタイトル                              | 脚本     | 演出     | 作画監督   | 美術     |
| -------------- | ---- | ----------------------------------------- | -------- | -------- | ---------- | -------- |
| 1991年 9月18日 | 108  | 天界が大変だ!!ガーリックJrが神になる!?★   | 隅沢克之 | 上田芳裕 | 内山正幸   | 吉田智子 |
| 9月25日        | 109  | 恐怖の黒い霧…!!みんな魔族になっちゃった★  | 隅沢克之 | 山内重保 | 久田和也   | 藤田勉   |
| 10月2日        | 110  | 天界が戦場だ!!ピッコロが魔族に逆戻り…★    | 隅沢克之 | 橋本光夫 | 海老沢幸男 | 横山千草 |
| 10月9日        | 111  | ピッコロと直接対決!!天界に怒りの魔せん光★ | 隅沢克之 | 菊池一仁 | 進藤満尾   | 吉田智子 |
| 10月16日       | 112  | みんなの心を取り戻せ!!神殿に眠る超神水★   | 隅沢克之 | 藤瀬順一 | 前田実     | 藤田勉   |
| 10月23日       | 113  | 朝まで待てない!!神様の覚悟をきめた決死行★ | 隅沢克之 | 上田芳裕 | 内山正幸   | 横山千草 |
| 10月30日       | 114  | 超過激に勝負だ!!掟やぶりの神様★           | 隅沢克之 | 山内重保 | 久田和也   | 吉田智子 |
| 11月6日        | 115  | 効いたぜ超神水!!世界が悪夢からさめた★     | 隅沢克之 | 橋本光夫 | 海老沢幸男 | 松本健治 |
| 11月13日       | 116  | 悟飯に一瞬の勝機!!あの魔凶星を撃て…★      | 隅沢克之 | 菊池一仁 | 進藤満尾   | 藤田勉   |
| 11月20日       | 117  | 男だねェ…クリリン101回目のプロポーズ★     | 松井亜弥 | 西尾大介 | 前田実     | 横山千草 |

放送休止
- 1990年3月28日 時代劇スペシャル 『十三人の刺客』
- 1990年6月13日 プロ野球中継「ヤクルト×巨人」
- 1990年7月11日 時代劇スペシャル 『銭形平次スペシャル』
- 1990年7月25日 プロ野球オールスター第2戦
- 1990年8月15日 プロ野球中継「ヤクルト×巨人」
- 1990年10月3日 鬼平犯科帳スペシャル
- 1990年10月10日 時代劇スペシャル 『十七人の忍者』
- 1990年12月26日 時代劇スペシャル 『仕掛人・藤枝梅安』
- 1991年1月2日 志村けんのバカ殿様
- 1991年7月3日 プロ野球中継「ヤクルト×巨人」

| 放送日          | 話数 | サブタイトル                                | 脚本       | （絵コンテ） 演出       | 作画監督   | 美術     |
| --------------- | ---- | ------------------------------------------- | ---------- | ----------------------- | ---------- | -------- |
| 1991年 11月27日 | 118  | あれが地球だよパパ…フリーザ親子の逆襲       | 小山高生   | 山内重保                | 内山正幸   | 吉田智子 |
| 12月4日         | 119  | フリーザはボクが倒す…悟空を待つ謎の少年     | 松井亜弥   | 上田芳裕                | 久田和也   | 松本健治 |
| 12月11日        | 120  | フリーザを一刃両断!!もう一人の超サイヤ人    | 小山高生   | 橋本光夫                | 中鶴勝祥   | 藤田勉   |
| 12月18日        | 121  | オッス!!ひさしぶり…帰って来た孫悟空         | 戸田博史   | （竹之内和久） 橋本光夫 | 海老沢幸男 | 横山千草 |
| 1992年 1月8日   | 122  | ボクの父はベジータです…謎の少年の告白       | 戸田博史   | （竹之内和久） 藤瀬順一 | 山室直儀   | 吉田智子 |
| 1月15日         | 123  | 悟空の新必殺技!?見てくれ、オラの瞬間移動    | 戸田博史   | 山内重保                | 内山正幸   | 松本健治 |
| 1月22日         | 124  | こえてやる…悟空を!!戦闘民族サイヤ人の王★    | 松井亜弥   | 菊池一仁                | 前田実     | 藤田勉   |
| 1月29日         | 125  | 免許皆伝?悟空の新たなる試練★                | 松井亜弥   | 上田芳裕                | 久田和也   | 横山千草 |
| 2月5日          | 126  | 気配を持たぬ殺人鬼どいつが人造人間だ!?      | 戸田博史   | 橋本光夫                | 海老沢幸男 | 吉田智子 |
| 2月12日         | 127  | 冷血20号の悪逆非道!!悟空．怒りの超変身      | 隅沢克之   | 藤瀬順一                | 山室直儀   | 松本健治 |
| 2月19日         | 128  | 悟空、ダブルショック!!病と敵のはさみ撃ち    | 戸田博史   | 山内重保                | 内山正幸   | 藤田勉   |
| 2月26日         | 129  | ベジータ強し!!目覚める超サイヤ人の血        | 戸田博史   | 上田芳裕                | 井手武生   | 横山千草 |
| 3月4日          | 130  | 20号の不敵な笑い…ドクターゲロの秘密         | 戸田博史   | 菊池一仁                | 久田和也   | 吉田智子 |
| 3月11日         | 131  | 事実は未来より恐ろしい!?トランクスの疑惑    | 隅沢克之   | 橋本光夫                | 海老沢幸男 | 藤田勉   |
| 3月18日         | 132  | 追撃!!ドクターゲロ謎の研究所を探し出せ      | 隅沢克之   | 山内重保                | 内山正幸   | 松本健治 |
| 3月25日         | 133  | そして恐怖が現実に…目覚める17号と18号!!     | 小山高生   | 上田芳裕                | 山室直儀   | 横山千草 |
| 4月1日          | 134  | すべてが手遅れか!?悟空を殺す最終兵器        | 小山高生   | 藤瀬順一                | 久田和也   | 吉田智子 |
| 4月15日         | 135  | カワイイ顔で超パワー!?18号に死角なし        | 松井亜弥   | 橋本光夫                | 海老沢幸男 | 藤田勉   |
| 4月22日         | 136  | 誰にも奴らを止められない…Z戦士全滅か!?      | 戸田博史   | 山内重保                | 内山正幸   | 渡辺佳人 |
| 4月29日         | 137  | ピッコロの決意!!とっておきの最後の手段      | 戸田博史   | 菊池一仁                | 山室直儀   | 藤田勉   |
| 5月6日          | 138  | 歩く超破壊兵器!!人造人間が悟空に迫る        | 隅沢克之   | 上田芳裕                | 井手武生   | 横山千草 |
| 5月13日         | 139  | 不吉な予感!ブルマが知らせたミステリー       | 隅沢克之   | 橋本光夫                | 海老沢幸男 | 吉田智子 |
| 5月20日         | 140  | 邪悪の卵を発見!!恐怖するトランクス          | 隅沢克之   | 上田芳裕                | 久田和也   | 松本健治 |
| 5月27日         | 141  | かつてない敵に向けて…超ナメック星人誕生!!   | 隅沢克之   | 西尾大介                | 内山正幸   | 横山千草 |
| 6月3日          | 142  | カメハメ波!?悟空の気を持つモンスター        | 隅沢克之   | （西尾大介） 藤瀬順一   | 前田実     | 吉田智子 |
| 6月10日         | 143  | 憎悪と破壊の生命体!!奴の名は人造人間セル    | 隅沢克之   | 橋本光夫                | 山室直儀   | 吉田智子 |
| 6月17日         | 144  | ピッコロ痛恨の大失敗!セルが街に放たれた!    | 隅沢克之   | 上田芳裕                | 海老沢幸男 | 松本健治 |
| 6月24日         | 145  | セル誕生の秘密!研究所の地下に何がある!?     | 戸田博史   | 西尾大介                | 内山正幸   | 横山千草 |
| 7月1日          | 146  | 悟空闘いへの目覚め!超サイヤ人を超えろ!!     | 松井亜弥   | 橋本光夫                | 久田和也   | 吉田智子 |
| 7月8日          | 147  | 修行を急げサイヤ人!精神と時の部屋で…        | 松井亜弥   | 山内重保                | 山室直儀   | 宮前光春 |
| 7月15日         | 148  | 天を裂く激烈光弾!!ピッコロVS人造人間17号    | 隅沢克之   | 上田芳裕                | 海老沢幸男 | 吉田智子 |
| 7月22日         | 149  | この日を待っていた!!セル・完全体への序曲    | 隅沢克之   | 西尾大介                | 内山正幸   | 横山千草 |
| 7月29日         | 150  | 捨て身の反撃及ばず!ピッコロ燃え尽きる!!     | 松井亜弥   | 橋本光夫                | 久田和也   | 吉田智子 |
| 8月5日          | 151  | 残された唯一の望み…無言の戦士16号立つ!!     | 松井亜弥   | （菊池一仁） 橋本光夫   | 内山正幸   | 松本健治 |
| 8月12日         | 152  | 17号を飲み込んだ…変身セルは超グルメ         | 松井亜弥   | 上田芳裕                | 山室直儀   | 吉田智子 |
| 8月19日         | 153  | 明日はオメエを叩きのめす!!悟空の挑戦状      | 戸田博史   | 西尾大介                | 海老沢幸男 | 横山千草 |
| 8月26日         | 154  | 全てオレが片付ける!!新生ベジータ親子出撃    | 戸田博史   | 橋本光夫                | 前田実     | 吉田智子 |
| 9月2日          | 155  | いきなり全開!!光り輝くベジータの超パワー    | 植竹須美男 | 藤瀬順一                | 久田和也   | 松本健治 |
| 9月9日          | 156  | セルよひざまずけ!オレは超ベジータだ!!       | 植竹須美男 | 山内重保                | 内山正幸   | 吉田智子 |
| 9月16日         | 157  | 危険なプライド!!完全体セルへの挑戦          | 小山高生   | 上田芳裕                | 山室直儀   | 横山千草 |
| 9月23日         | 158  | オレ悩んじゃう!!クリリンの18号破壊工作      | 小山高生   | 橋本光夫                | 海老沢幸男 | 吉田智子 |
| 9月30日         | 159  | 全宇宙に衝撃!!セル、完全体へ驚異の進化      | 隅沢克之   | （菊池一仁） 今村隆寛   | 宮原直樹   | 松本健治 |
| 10月14日        | 160  | 戦闘力無限大!!セルという名の破壊神誕生      | 隅沢克之   | 山内重保                | 島貫正弘   | 吉田智子 |
| 10月21日        | 161  | 超ベジータ危うし!!完全無欠の恐怖が迫る!!    | 隅沢克之   | 藤瀬順一                | 内山正幸   | 横山千草 |
| 10月28日        | 162  | 超サイヤ人の限界突破!!嵐を呼ぶトランクス    | 松井亜弥   | 西尾大介                | 山室直儀   | 吉田智子 |
| 11月4日         | 163  | 父を救え!!天をも焦がすトランクスの怒り      | 松井亜弥   | 橋本光夫                | 海老沢幸男 | 松本健治 |
| 11月11日        | 164  | 絶望の未来!!地獄を生き抜いた男トランクス    | 戸田博史   | 菊池一仁                | 前田実     | 吉田智子 |
| 11月18日        | 165  | 超トランクスに弱点!!セル、衝撃の爆弾発言    | 戸田博史   | 細田雅弘                | 内山正幸   | 横山千草 |
| 11月25日        | 166  | 悟空に迫る大決戦!!新天下一武道会の謎        | 隅沢克之   | 藤瀬順一                | 島貫正弘   | 吉田智子 |
| 12月2日         | 167  | 視聴率100%!!死を呼ぶセルゲーム独占生放送    | 松井亜弥   | 山内重保                | 海老沢幸男 | 松本健治 |
| 12月9日         | 168  | 悟空と悟飯…ヒーロー親子究極レベルアップ     | 松井亜弥   | 西尾大介                | 山室直儀   | 吉田智子 |
| 12月16日        | 169  | 悟空の余裕!?休んで待とうセルゲーム          | 隅沢克之   | 橋本光夫                | 内山正幸   | 横山千草 |
| 1993年 1月13日  | 170  | 戦士の休息…少女と嘘と悟飯の決意★            | 隅沢克之   | 芝田浩樹                | 島貫正弘   | 吉田智子 |
| 1月20日         | 171  | 秘められた力!!悟飯が赤ン坊だった頃★         | 松井亜弥   | 上田芳裕                | 海老沢幸男 | 松本健治 |
| 1月27日         | 172  | 神様を探し出せ!!悟空、大瞬間移動            | 植竹須美男 | 橋本光夫                | 内山正幸   | 吉田智子 |
| 2月3日          | 173  | デンデの初仕事!!ドラゴンボール復活だ        | 戸田博史   | 細田雅弘                | 山室直儀   | 横山千草 |
| 2月10日         | 174  | 悟空に難問!?神龍球をとり戻せ★               | 戸田博史   | 西尾大介                | 増永計介   | 吉田智子 |
| 2月17日         | 175  | セルに挑む者たち!!決戦の幕開け              | 戸田博史   | 菊池一仁                | 島貫正弘   | 松本健治 |
| 3月3日          | 176  | ちょっと待った!!サタン軍団大暴れ★           | 植竹須美男 | 芝田浩樹                | 海老沢幸男 | 吉田智子 |
| 3月10日         | 177  | 勝負だ悟空!!超緊迫セルゲーム                | 隅沢克之   | 橋本光夫                | 服部一郎   | 横山千草 |
| 3月17日         | 178  | 地球直撃!!セルの特大カメハメ波              | 隅沢克之   | 上田芳裕                | 内山正幸   | 吉田智子 |
| 3月31日         | 179  | 敗北か死か!?悟空、逆転の秘策                | 戸田博史   | 西尾大介                | 増永計介   | 吉田智子 |
| 4月7日          | 180  | 死闘に決着!!悟空の降参宣言!?                | 戸田博史   | 梅澤淳稔                | 島貫正弘   | 吉田智子 |
| 4月14日         | 181  | 最強を継ぐ者…その名は悟飯                   | 戸田博史   | 菊池一仁                | 内山正幸   | 横山千草 |
| 4月21日         | 182  | 怒れ悟飯眠れる力を呼び起せ                  | 戸田博史   | 細田雅弘                | 袴田裕二   | 吉田智子 |
| 4月28日         | 183  | ちっちゃな脅威!!セルジュニア来襲            | 戸田博史   | 芝田浩樹                | 海老沢幸男 | 吉田智子 |
| 5月5日          | 184  | 16号無惨!!動き出す怒りの超悟飯              | 隅沢克之   | 橋本光夫                | 増永計介   | 吉田智子 |
| 5月12日         | 185  | 吹き荒れる真の力!!セルジュニア粉砕          | 隅沢克之   | 上田芳裕                | 山室直儀   | 横山千草 |
| 5月19日         | 186  | セルをKO（ノックアウト）!!たった2発の超鉄拳 | 隅沢克之   | 西尾大介                | 内山正幸   | 吉田智子 |
| 5月26日         | 187  | セルに異変!!崩された完全体                  | 隅沢克之   | 菊池一仁                | 島貫正弘   | 吉田智子 |
| 6月2日          | 188  | バイバイみんな!!悟空最後の瞬間移動          | 戸田博史   | 細田雅弘                | 袴田裕二   | 常盤庄司 |
| 6月16日         | 189  | 白昼の悪夢!!恐怖はより完璧に                | 松井亜弥   | 芝田浩樹                | 海老沢幸男 | 横山千草 |
| 6月23日         | 190  | 悟空から悟飯へ…父の魂は伝わった             | 戸田博史   | 山内重保                | 内山正幸   | 吉田智子 |
| 6月30日         | 191  | 戦いは終った…ありがとう孫悟空               | 隅沢克之   | 菊池一仁                | 増永計介   | 常盤庄司 |
| 7月7日          | 192  | オラあの世で修業する!!笑顔の別れ            | 隅沢克之   | 西尾大介                | 袴田裕二   | 横山千草 |
| 7月14日         | 193  | 新しい日々…父さん!ボクがんばる              | 小山高生   | 細田雅弘                | 海老沢幸男 | 松本健治 |
| 7月21日         | 194  | もう一つの結末!!未来はオレが守る            | 戸田博史   | 芝田浩樹                | 内山正幸   | 吉田智子 |

あの世一武道会編（1993年7月 - 9月）（アニメオリジナル）
| 放送日         | 話数 | サブタイトル                        | 脚本     | 演出     | 作画監督   | 美術     |
| -------------- | ---- | ----------------------------------- | -------- | -------- | ---------- | -------- |
| 1993年 7月28日 | 195  | 大感激!!いたぞ!あの世のスゲエ奴★    | 松井亜弥 | 橋本光夫 | 増永計介   | 横山千草 |
| 8月11日        | 196  | あの世一はオラだ!!歴代の勇者大集合★ | 松井亜弥 | 菊池一仁 | 袴田裕二   | 常盤庄司 |
| 8月18日        | 197  | 大界王星熱狂!!まきおこせ悟空旋風★   | 松井亜弥 | 西尾大介 | 内山正幸   | 松本健治 |
| 8月25日        | 198  | 炎の決勝!!悟空かパイクーハンか!?★   | 松井亜弥 | 葛西治   | 海老沢幸男 | 常盤庄司 |
| 9月1日         | 199  | 逃すな勝利!!決めろ超速かめはめ波★   | 松井亜弥 | 芝田浩樹 | 宮原直樹   | 横山千草 |

放送休止
- 1991年12月25日 スクープスペシャル・ワイドショー衝撃映像決定版'91
- 1992年1月1日 第29回新春スター・かくし芸大会
- 1992年4月8日 時代劇スペシャル 『影狩り』
- 1992年10月7日 時代劇スペシャル 『金山大爆破』
- 1992年12月23日 時代劇スペシャル 『町奉行日記』
- 1992年12月30日 '92総決算!FNS番組対抗NG名珍場面大賞スペシャル
- 1993年1月6日 時代劇スペシャル 『運命峠』
- 1993年3月24日 タモリのボキャブラ天国1時間スペシャル
- 1993年6月9日 皇太子徳仁親王ご成婚特別番組
- 1993年8月4日 Jリーグ中継「ヴェルディ川崎×鹿島アントラーズ」

| 放送日         | 話数 | サブタイトル                                    | 脚本           | （絵コンテ） 演出     | 作画監督   | 美術     |
| -------------- | ---- | ----------------------------------------------- | -------------- | --------------------- | ---------- | -------- |
| 1993年 9月8日  | 200  | あれから7年!今日から僕は高校生                  | 小山高生       | 橋本光夫              | 山室直儀   | 吉田智子 |
| 9月15日        | 201  | 愛と正義のグレートサイヤマン参上                | 戸田博史       | 菊池一仁              | 増永計介   | 松本健治 |
| 9月29日        | 202  | 悟飯のハチャメチャ初デート!?★                   | あかほりさとる | 西尾大介              | 袴田裕二   | 常盤庄司 |
| 10月20日       | 203  | 悟飯、緊急出動!ビーデルを救え!!★                | 菅良幸         | 橋本光夫              | 内山正幸   | 横山千草 |
| 10月27日       | 204  | 盗難事件発生!!犯人はサイヤマン!?                | 菅良幸         | 今村隆寛              | 海老沢幸男 | 吉田智子 |
| 11月3日        | 205  | 悟空も復活!?天下一武道会出場だ!!                | 松井亜弥       | 上田芳裕              | 島貫正弘   | 松本健治 |
| 11月10日       | 206  | 悟飯もビックリ!悟天の爆発パワー                 | 松井亜弥       | 葛西治                | 山室直儀   | 常盤庄司 |
| 11月17日       | 207  | あっ飛べた!!ビーデルの舞空術入門                | 戸田博史       | 山内重保              | 増永計介   | 横山千草 |
| 11月24日       | 208  | おかえり悟空!Zチーム全員集合!!                  | 戸田博史       | 菊池一仁              | 内山正幸   | 吉田智子 |
| 12月8日        | 209  | 危うしサイヤマン!激写に御用心!?                 | 小山高生       | 上田芳裕              | 袴田裕二   | 松本健治 |
| 12月15日       | 210  | ハンパじゃないぜ!!チビトランクス                | 植竹須美男     | 橋本光夫              | 海老沢幸男 | 常盤庄司 |
| 12月22日       | 211  | ボクの出番だ!悟天、緊張の第一戦                 | 戸田博史       | 今村隆寛              | 島貫正弘   | 藤田勉   |
| 1994年 1月12日 | 212  | うれしさ百万倍!少年王者（チャンピオン）決定!!   | 戸田博史       | 山内重保              | 内山正幸   | 吉田智子 |
| 1月19日        | 213  | どうするサタン!?史上最大のピンチ                | 戸田博史       | 菊池一仁              | 山室直儀   | 松本健治 |
| 1月26日        | 214  | 対戦相手決定!!早くやろうぜ一回戦                | 戸田博史       | 上田芳裕              | 増永計介   | 常盤庄司 |
| 2月2日         | 215  | どうしたピッコロ!!まさかの不戦敗                | 植竹須美男     | 葛西治                | 袴田裕二   | 藤田勉   |
| 2月9日         | 216  | 不死身で不気味!?スポポビッチの謎                | 隅沢克之       | 橋本光夫              | 石川晋吾   | 吉田智子 |
| 2月16日        | 217  | ビーデル無残!!出るか怒りの超悟飯                | 隅沢克之       | 菊池一仁              | 海老沢幸男 | 松本健治 |
| 2月23日        | 218  | バレちゃった!!サイヤマンは孫悟飯                | 小山高生       | 上田芳裕              | 内山正幸   | 常盤庄司 |
| 3月2日         | 219  | うごめく陰謀!!悟飯の力（パワー）が奪われた      | 小山高生       | 今村隆寛              | 島貫正弘   | 藤田勉   |
| 3月9日         | 220  | 黒幕登場!!悪の魔導師バビディ                    | 戸田博史       | 上田芳裕              | 増永計介   | 吉田智子 |
| 3月16日        | 221  | 待ち受けるワナ!!魔界からの挑戦状                | 戸田博史       | 菊池一仁              | 袴田裕二   | 松本健治 |
| 3月23日        | 222  | なめるな!!ベジータ怒りの初戦突破                | 戸田博史       | 橋本光夫              | 石川晋吾   | 常盤庄司 |
| 4月13日        | 223  | 悟空パワー全開!!ブッ飛べヤコン                  | 戸田博史       | 上田芳裕              | 内山正幸   | 藤田勉   |
| 4月20日        | 224  | 大誤算!!サタンVS3人の超戦士!?                   | 戸田博史       | 葛西治                | 海老沢幸男 | 吉田智子 |
| 4月27日        | 225  | 強いぜチビッコ!!18号大苦戦!?                    | 戸田博史       | 菊池一仁              | 島貫正弘   | 藤田勉   |
| 5月4日         | 226  | たちはだかる魔王!出番だ悟飯!!                   | 久保田雅史     | 橋本光夫              | 増永計介   | 常盤庄司 |
| 5月18日        | 227  | 見つけられた邪心!!ダーブラの名案                | 久保田雅史     | 上田芳裕              | 袴田裕二   | 松本健治 |
| 5月25日        | 228  | 破壊王子ベジータ復活!!武闘会乱入                | 久保田雅史     | 菊池一仁              | 内山正幸   | 吉田智子 |
| 6月15日        | 229  | 宿命の超対決!!激突悟空VSベジータ                | 植竹須美男     | 橋本光夫              | 石川晋吾   | 吉田智子 |
| 6月22日        | 230  | 待ってろバビディ!!野望は許さない                | 植竹須美男     | 菊池一仁              | 海老沢幸男 | 常盤庄司 |
| 6月29日        | 231  | 解けた封印!出るぞ凶悪魔人ブウ!!                 | 戸田博史       | 葛西治                | 久田和也   | 徳重賢   |
| 7月6日         | 232  | 復活させない!!抵抗のかめはめ波                  | 戸田博史       | 山内重保              | 山室直儀   | 吉田智子 |
| 7月13日        | 233  | 絶望へ一直線!?嘆きの界王神                      | おおいとしのぶ | 橋本光夫              | 内山正幸   | 宮前光春 |
| 7月27日        | 234  | 魔人恐るべし!!悟飯に迫る死の恐怖                | 久保田雅史     | 菊池一仁              | 増永計介   | 吉田智子 |
| 8月3日         | 235  | 食べちゃうぞ!!腹ペコ魔人の超能力                | 久保田雅史     | 藤瀬順一              | 袴田裕二   | 松本健治 |
| 8月17日        | 236  | 戦士の決意!!魔人はオレが始末する                | 久保田雅史     | 山内重保              | 石川晋吾   | 吉田智子 |
| 8月24日        | 237  | 愛する者のために…ベジータ散る!!                 | 小山高生       | 橋本光夫              | 海老沢幸男 | 宮前光春 |
| 8月31日        | 238  | 悪夢ふたたび!!生きていた魔人ブウ                | 小山高生       | 菊池一仁              | 内山正幸   | 吉田智子 |
| 9月7日         | 239  | ビーデルたちの奮闘!探せ神龍球（ドラゴンボール） | 小山高生       | 山内重保              | 増永計介   | 松本健治 |
| 9月21日        | 240  | でっかい希望!!チビたちの新必殺技                | 小山高生       | 芝田浩樹              | 袴田裕二   | 吉田智子 |
| 9月28日        | 241  | 悟天トランクス全世界に指名手配                  | 小山高生       | 橋本光夫              | 石川晋吾   | 宮前光春 |
| 10月12日       | 242  | 悟飯復活界王神の秘密兵器!?                      | 小山高生       | 菊池一仁              | 山室直儀   | 吉田智子 |
| 10月19日       | 243  | 抜けたァ〜!!伝説のゼットソード                  | 久保田雅史     | 山内重保              | 内山正幸   | 松本健治 |
| 11月2日        | 244  | 狙われた西の都!止まれ魔人ブウ!!                 | 吉田玲子       | 藤瀬順一              | 海老沢幸男 | 吉田智子 |
| 11月9日        | 245  | アッと驚く大変身!!超サイヤ人3                   | 戸田博史       | 橋本光夫              | 林委千夫   | 宮前光春 |
| 11月16日       | 246  | バイバイ・バビディ!!魔人ブウ反逆                | 戸田博史       | 菊池一仁              | 石川晋吾   | 吉田智子 |
| 11月23日       | 247  | メチャカッコ悪い!?特訓変身ポーズ                | 戸田博史       | 山内重保              | 増永計介   | 松本健治 |
| 11月30日       | 248  | じゃあなみんな!!悟空あの世に帰る                | 戸田博史       | 橋本光夫              | 内山正幸   | 吉田智子 |
| 12月7日        | 249  | 悟飯はどこだ!?界王神界の猛特訓                  | 久保田雅史     | 上田芳裕              | 山室直儀   | 宮前光春 |
| 12月14日       | 250  | ウソだろ!?ゼットソードが折れちゃった            | 久保田雅史     | 菊池一仁              | 海老沢幸男 | 吉田智子 |
| 12月21日       | 251  | 合体超人誕生!!その名はゴテンクス                | 久保田雅史     | 今村隆寛              | 石川晋吾   | 松本健治 |
| 1995年 1月11日 | 252  | 最終兵器始動!?サタンは地球を救う                | 久保田雅史     | 山内重保              | 北條直明   | 吉田智子 |
| 1月25日        | 253  | 殺すのやめた!!魔人ブウよい子宣言                | 植竹須美男     | 橋本光夫              | 増永計介   | 宮前光春 |
| 2月1日         | 254  | 逃げろサタン!!怒りの魔人ブウ出現                | 小山高生       | 上田芳裕              | 内山正幸   | 吉田智子 |
| 2月8日         | 255  | どっちが勝つの!?善悪ブウブウ対決                | 戸田博史       | 菊池一仁              | 山室直儀   | 松本健治 |
| 2月15日        | 256  | 待ったなしの破局!!地球人類絶滅                  | 戸田博史       | 山内重保              | 海老沢幸男 | 吉田智子 |
| 2月22日        | 257  | 特訓成功!!これで終りだ魔人ブウ                  | 前川淳         | 藤瀬順一              | 石川晋吾   | 宮前光春 |
| 3月1日         | 258  | 本気で行くぜ!!超ゴテンクス全開                  | 前川淳         | 今村隆寛              | 袴田裕二   | 吉田智子 |
| 3月8日         | 259  | やったぜ!!オバケで成功ブウ退治!?                | 吉田玲子       | 橋本光夫              | 内山正幸   | 松本健治 |
| 3月15日        | 260  | 異次元からの脱出!!超ゴテンクス3                 | 戸田博史       | 上田芳裕              | 増永計介   | 常盤庄司 |
| 3月22日        | 261  | ノリすぎ!?ブウブウバレーボール                  | 戸田博史       | 菊池一仁              | 北條直明   | 宮前光春 |
| 4月26日        | 262  | まさにグレート!!新生悟飯地球へ                  | 戸田博史       | 橋本光夫              | 海老沢幸男 | 吉田智子 |
| 5月3日         | 263  | ブウを圧倒!!悟飯のミラクルパワー                | 久保田雅史     | 上田芳裕              | 石川晋吾   | 松本健治 |
| 5月17日        | 264  | やったか!?魔人ブウ大爆発                        | 前川淳         | 菊池一仁              | 袴田裕二   | 常盤庄司 |
| 5月24日        | 265  | ブウ最悪の反則!!ゴテンクス吸収!?                | 前川淳         | （上田芳裕） 門田英彦 | 内山正幸   | 宮前光春 |
| 5月31日        | 266  | 全宇宙のために…よみがえれ孫悟空                 | 植竹須美男     | 橋本光夫              | 増永計介   | 吉田智子 |
| 6月7日         | 267  | 奇跡は一度…なるか悟飯との超合体                 | 戸田博史       | 上田芳裕              | 北條直明   | 松本健治 |
| 6月28日        | 268  | 合体!!ベジータの誇りと悟空の怒り                | 戸田博史       | 葛西治                | 久田和也   | 吉田智子 |
| 7月5日         | 269  | 壮絶パワー!!究極を越えるベジット                | 久保田雅史     | 菊池一仁              | 内山正幸   | 宮前光春 |
| 7月12日        | 270  | 次元に亀裂!!ブウがキレちゃった!?                | 久保田雅史     | 上田芳裕              | 海老沢幸男 | 吉田智子 |
| 7月19日        | 271  | ブウの奥の手!!アメ玉になっちゃえ                | 久保田雅史     | 菊池一仁              | 石川晋吾   | 松本健治 |
| 7月26日        | 272  | ヒーロー喪失!?吸収されたベジット                | 久保田雅史     | 山内重保              | 袴田裕二   | 吉田智子 |
| 8月2日         | 273  | 魔の迷宮!!ブウの腹（おなか）に何がある!?        | 久保田雅史     | 上田芳裕              | 内山正幸   | 宮前光春 |
| 8月9日         | 274  | 悪夢か幻か!?悟空と悟飯の親子対決★               | 前川淳         | 菊池一仁              | 増永計介   | 吉田智子 |
| 8月16日        | 275  | 魔人の秘密!!ブウの中に2人のブウ                 | 前川淳         | 山内重保              | 海老沢幸男 | 松本健治 |
| 8月23日        | 276  | 出口はどこだ!?崩れるブウから脱出                | 前川淳         | 菊池一仁              | 石川晋吾   | 吉田智子 |
| 9月6日         | 277  | 地球消滅!!ブウ邪悪への逆変身                    | 前川淳         | 上田芳裕              | 袴田裕二   | 宮前光春 |
| 9月13日        | 278  | ブウ来襲!!界王神界で決着だ                      | 戸田博史       | 葛西治                | 内山正幸   | 吉田智子 |
| 9月20日        | 279  | 未来をつかめ!!宇宙をかけた大決戦                | 戸田博史       | 山内重保              | 増永計介   | 松本健治 |
| 10月18日       | 280  | ベジータ脱帽!!悟空おまえがNo.1だ                | 戸田博史       | 菊池一仁              | 宮原直樹   | 吉田智子 |
| 11月1日        | 281  | 耐え抜けベジータ!!命がけの1分間                 | 久保田雅史     | 上田芳裕              | 久田和也   | 宮前光春 |
| 11月8日        | 282  | サタンをいじめるな!!元祖ブウ復活                | 久保田雅史     | 藤瀬順一              | 海老沢幸男 | 吉田智子 |
| 11月15日       | 283  | ベジータの秘策!!神龍（ポルンガ）と2つの願い     | 久保田雅史     | 山内重保              | 内山正幸   | 松本健治 |
| 11月22日       | 284  | 最後の希望!!作るぜでっかい元気玉                | 前川淳         | 菊池一仁              | 石川晋吾   | 吉田智子 |
| 11月29日       | 285  | 超感激!!できたぜみんなの元気玉                  | 前川淳         | 上田芳裕              | 山室直儀   | 吉田智子 |
| 12月13日       | 286  | やっぱり最強孫悟空!!魔人ブウ消滅                | 前川淳         | 今村隆寛              | 袴田裕二   | 宮前光春 |
| 12月20日       | 287  | 戻った平和!!正義の味方魔人ブウ!?                | 前川淳         | 橋本光夫              | 久田和也   | 吉田智子 |
| 1996年 1月10日 | 288  | 遅いぜ悟空!みんなでパーティ!!★                  | 前川淳         | 葛西治                | 内山正幸   | 松本健治 |
| 1月17日        | 289  | 悟空おじいちゃん!私がパンよ!!                   | 久保田雅史     | 菊池一仁              | 宮原直樹   | 吉田智子 |
| 1月24日        | 290  | オイラはウーブ!今10歳で元魔人!?                 | 久保田雅史     | 上田芳裕              | 海老沢幸男 | 宮前光春 |
| 1月31日        | 291  | もっと強く!!悟空の夢は超でっけえ                | 久保田雅史     | 今村隆寛              | 石川晋吾   | 吉田智子 |

放送休止
- 1993年9月22日 ボキャブラ天国最終回スペシャル
- 1993年10月6日 時代劇スペシャル『仕掛人 藤枝梅安 対決』
- 1993年10月13日 スペシャル 『ドラゴンボールZ 激突!!100億パワーの戦士たち』
- 1993年12月1日 Jリーグ中継『ヴェルディ川崎×清水エスパルス』
- 1993年12月29日 FNNスーパータイム年末スペシャル'93
- 1994年1月5日 志村けんのバカ殿様
- 1994年3月30日 スペシャル 『ドラゴンボールZ 超サイヤ人だ孫悟空』・『ドラゴンボールZ 絶望への反抗!!残された超戦士・悟飯とトランクス（再放送）』
- 1994年4月6日 Jリーグ中継『サンフレッチェ広島×ヴェルディ川崎』
- 1994年5月11日 プロ野球中継 『ヤクルト×巨人』
- 1994年6月1日 Jリーグ中継『ヴェルディ川崎×名古屋グランパス』
- 1994年6月8日 Jリーグ中継『サンフレッチェ広島×ジェフユナイテッド市原』
- 1994年7月20日 プロ野球オールスター第2戦
- 1994年8月10日 Jリーグ中継『清水エスパルス×横浜フリューゲルス』
- 1994年9月14日 プロ野球中継『ヤクルト×巨人』
- 1994年10月5日 プロ野球中継『ヤクルト×巨人』
- 1994年10月26日 スペシャル 『ドラゴンボールZ この世で一番強いヤツ』・『ドラゴンボールZ 銀河ギリギリ!!ぶっちぎりの凄い奴』
- 1994年12月28日 FNNスーパータイム年末スペシャル'94
- 1995年1月4日 志村けんのバカ殿様
- 1995年1月18日 阪神・淡路大震災報道特別番組
- 1995年3月29日 スペシャル 『ドラゴンボールZ 激突!!100億パワーの戦士たち』・『ドラゴンボールZ 危険なふたり!超戦士はねむれない』
- 1995年4月5日 スペシャル 『ドラゴンボールZ 超戦士撃破!!勝つのはオレだ』
- 1995年4月12日 芸能界は春らんまん!! ワイドショー結婚鶴亀おめでとう100連発!
- 1995年4月19日 横浜駅異臭事件関連特別番組
- 1995年5月10日 オウム真理教事件関連特別番組
- 1995年6月14日 アトランタオリンピックサッカーアジア予選 『日本×タイ』
- 1995年6月21日 全日空857便ハイジャック事件関連特別番組
- 1995年8月30日 プロ野球中継『中日×巨人』
- 1995年10月4日 スペシャル 『ドラゴンボールZ 復活のフュージョン!!悟空とベジータ』・『ドラゴンボールZ 極限バトル!!三大超サイヤ人』
- 1995年10月11日 ザ・チャレンジの殿堂 ギネスやぶり'95世界新記録スペシャル
- 1995年10月25日 日本シリーズ第4戦『ヤクルト×オリックス』
- 1995年12月6日 Jリーグチャンピオンシップ'95第2戦『ヴェルディ川崎×横浜マリノス』
- 1995年12月27日 HEY!HEY!HEY!50回記念スーパースペシャル

## 関連アニメ
ドラゴンボールZ あつまれ!悟空ワールド
1992年発売。てれびっこ用ソフトウェアとしてVHS形式でリリースされたオリジナルアニメ。
公式ビジュアルガイド ドラゴンボールZ外伝 サイヤ人絶滅計画
ファミリーコンピュータで発売されたゲームのストーリーを基に作られたアニメーション。BGMはゲームのものをベースに製作されている。
上巻1993年7月23日発売、下巻1993年8月25日発売。
総集編 全部見せます 年忘れDRAGON BALL Z
1993年12月31日放送（Z第211話と第212話の間）
ドラゴンボール オッス!帰ってきた孫悟空と仲間たち!!
ジャンプスーパーアニメツアー08用のオリジナルアニメ。鳥山明原案の魔人ブウを倒してから2年後の物語。
上映時間は35分、主題歌はjealkbが担当。
2008年9月21日に開催された大阪大会を皮切りに、11月23日開催の仙台大会まで全国10都市で上映。
ドラゴンボール 超サイヤ人絶滅計画
2010年11月11日に発売された『ドラゴンボール レイジングブラスト2』にファミコンで発売された『ドラゴンボールZ サイヤ人絶滅計画』のアニメーションを新たに描き起こしたリバイバルアニメーションとして収録されている。
ドラゴンボール エピソード オブ バーダック
2011年12月開催の『ジャンプフェスタ'12』で上映されたスピンオフアニメ。
後にフォースプロジェクト公式サイトで配信、『最強ジャンプ』2012年3月号の付録でDVDソフト化した。
トリコ×ONE PIECE×ドラゴンボールZ 超コラボスペシャル!!
2013年4月7日『ドリーム9』枠で放送
『トリコ』と『ONE PIECE』とのコラボレーションアニメ、『トリコ×ONE PIECE×ドラゴンボールZ 超コラボスペシャル!!』と題し、前編「走れ最強軍団! トリコとルフィと悟空!」後編「史上最強コラボVS海の大食漢」が放送された。

## 放送局
系列は最終回時点（打ち切りの場合はその時点）のもの。
|          | 放送地域      | 放送局                         | 放送期間                                                                  | 放送日時                              | 放送系列                                     | 備考                    |
| -------- | ------------- | ------------------------------ | ------------------------------------------------------------------------- | ------------------------------------- | -------------------------------------------- | ----------------------- |
| 本 放 送 | 関東広域圏    | フジテレビ                     | 1989年4月26日 - 1996年1月31日                                             | 水曜 19:00 - 19:30                    | フジテレビ系列                               | 制作局                  |
| 本 放 送 | 北海道        | 北海道文化放送                 | 1989年4月26日 - 1996年1月31日                                             | 水曜 19:00 - 19:30                    | フジテレビ系列                               |                         |
| 本 放 送 | 宮城県        | 仙台放送                       | 1989年4月26日 - 1996年1月31日                                             | 水曜 19:00 - 19:30                    | フジテレビ系列                               |                         |
| 本 放 送 | 秋田県        | 秋田テレビ                     | 1989年4月26日 - 1996年1月31日                                             | 水曜 19:00 - 19:30                    | フジテレビ系列                               |                         |
| 本 放 送 | 福島県        | 福島テレビ                     | 1989年4月26日 - 1996年1月31日                                             | 水曜 19:00 - 19:30                    | フジテレビ系列                               |                         |
| 本 放 送 | 新潟県        | 新潟総合テレビ                 | 1989年4月26日 - 1996年1月31日                                             | 水曜 19:00 - 19:30                    | フジテレビ系列                               |                         |
| 本 放 送 | 長野県        | 長野放送                       | 1989年4月26日 - 1996年1月31日                                             | 水曜 19:00 - 19:30                    | フジテレビ系列                               |                         |
| 本 放 送 | 静岡県        | テレビ静岡                     | 1989年4月26日 - 1996年1月31日                                             | 水曜 19:00 - 19:30                    | フジテレビ系列                               |                         |
| 本 放 送 | 富山県        | 富山テレビ                     | 1989年4月26日 - 1996年1月31日                                             | 水曜 19:00 - 19:30                    | フジテレビ系列                               |                         |
| 本 放 送 | 石川県        | 石川テレビ                     | 1989年4月26日 - 1996年1月31日                                             | 水曜 19:00 - 19:30                    | フジテレビ系列                               |                         |
| 本 放 送 | 福井県        | 福井テレビ                     | 1989年4月26日 - 1996年1月31日                                             | 水曜 19:00 - 19:30                    | フジテレビ系列                               |                         |
| 本 放 送 | 中京広域圏    | 東海テレビ                     | 1989年4月26日 - 1996年1月31日                                             | 水曜 19:00 - 19:30                    | フジテレビ系列                               |                         |
| 本 放 送 | 近畿広域圏    | 関西テレビ                     | 1989年4月26日 - 1996年1月31日                                             | 水曜 19:00 - 19:30                    | フジテレビ系列                               |                         |
| 本 放 送 | 島根県 鳥取県 | 山陰中央テレビ                 | 1989年4月26日 - 1996年1月31日                                             | 水曜 19:00 - 19:30                    | フジテレビ系列                               |                         |
| 本 放 送 | 岡山県 香川県 | 岡山放送                       | 1989年4月26日 - 1996年1月31日                                             | 水曜 19:00 - 19:30                    | フジテレビ系列                               |                         |
| 本 放 送 | 広島県        | テレビ新広島                   | 1989年4月26日 - 1996年1月31日                                             | 水曜 19:00 - 19:30                    | フジテレビ系列                               |                         |
| 本 放 送 | 愛媛県        | テレビ愛媛                     | 1989年4月26日 - 1996年1月31日                                             | 水曜 19:00 - 19:30                    | フジテレビ系列                               |                         |
| 本 放 送 | 福岡県        | テレビ西日本                   | 1989年4月26日 - 1996年1月31日                                             | 水曜 19:00 - 19:30                    | フジテレビ系列                               |                         |
| 本 放 送 | 佐賀県        | サガテレビ                     | 1989年4月26日 - 1996年1月31日                                             | 水曜 19:00 - 19:30                    | フジテレビ系列                               |                         |
| 本 放 送 | 熊本県        | テレビ熊本                     | 1989年4月26日 - 1996年1月31日                                             | 水曜 19:00 - 19:30                    | フジテレビ系列                               | [ 注釈 13 ]             |
| 本 放 送 | 沖縄県        | 沖縄テレビ                     | 1989年4月26日 - 1996年1月31日                                             | 水曜 19:00 - 19:30                    | フジテレビ系列                               |                         |
| 本 放 送 | 宮崎県        | テレビ宮崎                     | 1989年4月26日 - 1996年1月31日                                             | 水曜 19:00 - 19:30                    | フジテレビ系列 日本テレビ系列 テレビ朝日系列 |                         |
| 本 放 送 | 岩手県        | 岩手めんこいテレビ             | 1991年4月3日 - 1996年1月31日                                              | 水曜 19:00 - 19:30                    | フジテレビ系列                               |                         |
| 本 放 送 | 山形県        | 山形テレビ                     | 1989年4月26日 - 1993年3月31日                                             | 水曜 19:00 - 19:30                    | フジテレビ系列                               | [ 注釈 14 ]             |
| 本 放 送 | 長崎県        | テレビ長崎                     | - 1990年9月 1990年10月24日 - 1996年1月31日                                | 木曜 16:30 - 17:00 水曜 19:00 - 19:30 | フジテレビ系列                               | [ 注釈 15 ] [ 注釈 16 ] |
| 本 放 送 | 鹿児島県      | 鹿児島テレビ                   | - 1994年3月 1994年4月13日 - 1996年1月31日                                 | 日曜 9:30 - 10:00 水曜 19:00 - 19:30  | フジテレビ系列                               | [ 注釈 18 ] [ 注釈 19 ] |
| 本 放 送 | 青森県        | 青森放送                       |                                                                           | 月曜 17:30 - 18:00                    | 日本テレビ系列                               | [ 注釈 20 ]             |
| 本 放 送 | 岩手県        | テレビ岩手                     | - 1991年3月                                                               | 不明                                  | 日本テレビ系列                               |                         |
| 本 放 送 | 山梨県        | 山梨放送                       |                                                                           | 金曜 16:00 - 16:30                    | 日本テレビ系列                               |                         |
| 本 放 送 | 徳島県        | 四国放送                       |                                                                           | 月曜 17:00 - 17:30                    | 日本テレビ系列                               |                         |
| 本 放 送 | 山形県        | テレビユー山形                 | 1993年4月 -                                                               | 金曜 17:25 - 17:55                    | TBS系列                                      |                         |
| 本 放 送 | 高知県        | テレビ高知                     |                                                                           | 月曜 16:30 - 17:00                    | TBS系列                                      |                         |
| 本 放 送 | 山口県        | テレビ山口                     |                                                                           | 水曜 16:25 - 16:55                    | TBS系列                                      |                         |
| 本 放 送 | 大分県        | テレビ大分                     |                                                                           | 火曜 16:30 - 17:00                    | 日本テレビ系列 フジテレビ系列                | [ 注釈 21 ] [ 注釈 22 ] |
| 再 放 送 | 日本全域      | BSフジ                         | 2006年10月1日 - 2012年6月17日 2013年9月29日 - 2019年9月29日               | 日曜 10:00 - 10:30                    | BS放送                                       |                         |
| 再 放 送 | 日本全域      | アニマックス                   |                                                                           |                                       | CS放送                                       |                         |
| 再 放 送 | 東京都        | 東京メトロポリタンテレビジョン | 2006年10月3日 - 2012年5月1日 2013年10月1日 - 2019年2月26日 2020年6月2日 - | 火曜 22:00 - 22:30                    | 独立局                                       |                         |

### 日本国外での放送
- カートゥーン ネットワーク アメリカ[57]
- TF1 フランス[57]
- RTL2 ドイツ[57]
- アンテナ3 スペイン[57]
- Canal 5 メキシコ[58]
- カラコル・テレビシオン コロンビア[59]

## 劇場版
第1作から『龍拳爆発』までの13作品は全てスタンダード・サイズ（4:3)で製作され、TVでの放映やビデオ収録形式も同様の形態になっている。2003年に発売されたDVDはビスタサイズ（16:9）での発売となり、画面が上下カット（トリミング）編集が行われているが、いわゆる"貧乏ビスタ"状態となっている（BDも同様）。『神と神』以降の作品は、全てビスタサイズで製作されている。
- ドラゴンボールZ（1989年7月15日）
- この世で一番強いヤツ（1990年3月10日）※
- 地球まるごと超決戦（1990年7月7日）※
- 超サイヤ人だ孫悟空（1991年3月9日）※
- とびっきりの最強対最強（1991年7月20日）※
- 激突!!100億パワーの戦士たち（1992年3月7日）
- 極限バトル!!三大超サイヤ人（1992年7月11日）※
- 燃えつきろ!!熱戦・烈戦・超激戦（1993年3月6日）※

- 銀河ギリギリ!!ぶっちぎりの凄い奴（1993年7月10日）※
- 危険なふたり!超戦士はねむれない（1994年3月12日）
- 超戦士撃破!!勝つのはオレだ（1994年7月9日）
- 復活のフュージョン!!悟空とベジータ（1995年3月4日）
- 龍拳爆発!!悟空がやらねば誰がやる（1995年7月15日）
- 神と神（2013年3月30日）
- 復活の「F」（2015年4月18日）

※は鳥山がオリジナルキャラクターをデザインしたもの
13作目までの各映画の時系列は、「基本的に放送中のテレビアニメと同時期」に設定されてるが、前述で述べた通り『Z』放映話間へのアニメオリジナルストーリーの挿入は難しいため、劇場版は原作・アニメとも矛盾する箇所が多々見られる。
鳥山自身は1986年の『神龍の伝説』から1996年の『最強への道』までの各映画版については「僕の中で劇場版は漫画の本編とは別次元の話」と位置づけて述べており、レギュラーアニメ放送時の『Z』の劇場版は原作と関連性のないパラレルワールドの作品である。
14作目『神と神』からは鳥山が「初めてアニメーションに脚本段階から関わらせてもらった」と明かし、アニメ制作に初めて携わってる 。15作目『復活の「F」』では脚本を担当し、前作と併せ「マンガで連載していた時の続きのつもりで新ストーリーを考えました」とコメントした。

## 映像ソフト・ 関連CD
『ドラゴンボールZ』のDVDには、テレビで放送されているものとはいくつか仕様の違いがある。テレビ放送においては次回予告はエンディングの前に配置されていたのに対し、DVDではエンディングの後に配置されている。また、DVDの製造と販売はポニーキャニオンからされている。
DVD
| 巻 | 発売日        | 収録話            | 規格品番   |
| -- | ------------- | ----------------- | ---------- |
| 1  | 2005年11月2日 | 第1話 - 第6話     | PCBC-50781 |
| 2  | 2005年11月2日 | 第7話 - 第12話    | PCBC-50782 |
| 3  | 2005年11月2日 | 第13話 - 第18話   | PCBC-50783 |
| 4  | 2005年12月7日 | 第19話 - 第24話   | PCBC-50784 |
| 5  | 2005年12月7日 | 第25話 - 第30話   | PCBC-50785 |
| 6  | 2005年12月7日 | 第31話 - 第36話   | PCBC-50786 |
| 7  | 2006年1月11日 | 第37話 - 第42話   | PCBC-50787 |
| 8  | 2006年1月11日 | 第43話 - 第48話   | PCBC-50788 |
| 9  | 2006年1月11日 | 第49話 - 第54話   | PCBC-50789 |
| 10 | 2006年2月1日  | 第55話 - 第60話   | PCBC-50790 |
| 11 | 2006年2月1日  | 第61話 - 第66話   | PCBC-50791 |
| 12 | 2006年2月1日  | 第67話 - 第72話   | PCBC-50792 |
| 13 | 2006年3月1日  | 第73話 - 第78話   | PCBC-50793 |
| 14 | 2006年3月1日  | 第79話 - 第84話   | PCBC-50794 |
| 15 | 2006年3月1日  | 第85話 - 第90話   | PCBC-50795 |
| 16 | 2006年4月5日  | 第91話 - 第96話   | PCBC-50796 |
| 17 | 2006年4月5日  | 第97話 - 第102話  | PCBC-50797 |
| 18 | 2006年4月5日  | 第103話 - 第108話 | PCBC-50798 |
| 19 | 2006年4月26日 | 第109話 - 第114話 | PCBC-50799 |
| 20 | 2006年4月26日 | 第115話 - 第120話 | PCBC-50800 |
| 21 | 2006年4月26日 | 第121話 - 第126話 | PCBC-50801 |
| 22 | 2006年6月7日  | 第127話 - 第132話 | PCBC-50802 |
| 23 | 2006年6月7日  | 第133話 - 第137話 | PCBC-50803 |
| 24 | 2006年6月7日  | 第138話 - 第142話 | PCBC-50804 |
| 25 | 2006年7月5日  | 第143話 - 第147話 | PCBC-50805 |
| 26 | 2006年7月5日  | 第148話 - 第153話 | PCBC-50806 |
| 27 | 2006年7月5日  | 第154話 - 第159話 | PCBC-50807 |
| 28 | 2006年8月2日  | 第160話 - 第165話 | PCBC-50808 |
| 29 | 2006年8月2日  | 第166話 - 第171話 | PCBC-50809 |
| 30 | 2006年8月2日  | 第172話 - 第177話 | PCBC-50810 |
| 31 | 2006年9月6日  | 第178話 - 第183話 | PCBC-50811 |
| 32 | 2006年9月6日  | 第184話 - 第189話 | PCBC-50812 |
| 33 | 2006年9月6日  | 第190話 - 第195話 | PCBC-50813 |
| 34 | 2006年10月4日 | 第196話 - 第201話 | PCBC-50814 |
| 35 | 2006年10月4日 | 第202話 - 第207話 | PCBC-50815 |
| 36 | 2006年10月4日 | 第208話 - 第213話 | PCBC-50816 |
| 37 | 2006年11月1日 | 第214話 - 第219話 | PCBC-50817 |
| 38 | 2006年11月1日 | 第220話 - 第225話 | PCBC-50818 |
| 39 | 2006年11月1日 | 第226話 - 第231話 | PCBC-50819 |
| 40 | 2006年12月6日 | 第232話 - 第237話 | PCBC-50820 |
| 41 | 2006年12月6日 | 第238話 - 第243話 | PCBC-50821 |
| 42 | 2006年12月6日 | 第244話 - 第249話 | PCBC-50822 |
| 43 | 2007年1月10日 | 第250話 - 第255話 | PCBC-50823 |
| 44 | 2007年1月10日 | 第256話 - 第261話 | PCBC-50824 |
| 45 | 2007年1月10日 | 第262話 - 第267話 | PCBC-50825 |
| 46 | 2007年2月7日  | 第268話 - 第273話 | PCBC-50826 |
| 47 | 2007年2月7日  | 第274話 - 第279話 | PCBC-50827 |
| 48 | 2007年2月7日  | 第280話 - 第285話 | PCBC-50828 |
| 49 | 2007年2月7日  | 第286話 - 第291話 | PCBC-50829 |

DVD BOX
| 巻 | 発売日        | 収録話                            | 規格品番   |
| -- | ------------- | --------------------------------- | ---------- |
| 1  | 2003年3月19日 | 第1話 - 第147話 TVスペシャル1話   | PCBC-50368 |
| 2  | 2003年9月18日 | 第148話 - 第291話 TVスペシャル1話 | PCBC-50369 |

VHS・LD
- 劇場版ドラゴンボールZシリーズ 発売・販売・制作：東映、東映ビデオ

Blu-ray Disc
- 劇場版第1作「ドラゴンボール 神龍の伝説」から劇場版「ドラゴンボール 最強への道」までが収録された全8巻からなるBlu-rayが2018年11月2日より、順次発売されている。

シングル
- ドラゴンボールZ（規格品番：EP/CK-837、8CmCDシングル/CC-8214）
- WE GOTTA POWER（規格品番：CODC-273）

アルバム
- ドラゴンボールZ ヒット曲集
- 「ドラゴンボール」「ドラゴンボールZ」大全集
- ドラゴンボールZ コンプリート・ソングコレクション
- ドラゴンボールZ BEST REMIX2006 1/2 スペシャル

ベストアルバム
- ドラゴンボールZ ヒット曲集ベスト
- ドラゴンボールZ ベストソングコレクション

サウンドトラック
- ドラゴンボールZ 音楽集 Vol.1
- ドラゴンボールZ 音楽集 Vol.2
- 「ドラゴンボールZ 危険なふたり!超戦士はねむれない」MUSIC COLLECTION
- 「超戦士撃破!!勝つのはオレだ」MUSIC COLLECTION
- ドラゴンボールZ BGMコレクション

## 書誌情報

### フィルムコミック
- 『テレビ版アニメコミックスドラゴンボールZ』、集英社〈ジャンプ・コミックス〉、全39巻
  - 「ドラゴンボールZ サイヤ人編」
    1. 2005年11月4日発売、ISBN 4-08-874050-5
    2. 2005年11月4日発売、ISBN 4-08-874051-3
    3. 2005年12月2日発売、ISBN 4-08-874052-1
    4. 2006年1月5日発売、ISBN 4-08-874053-X
    5. 2006年2月3日発売、ISBN 4-08-874054-8

  - 「ドラゴンボールZ 超サイヤ人・ギニュー特戦隊編」
    1. 2006年5月2日発売、ISBN 4-08-874081-5
    2. 2006年6月2日発売、ISBN 4-08-874082-3
    3. 2006年7月4日発売、ISBN 4-08-874083-1
    4. 2006年8月4日発売、ISBN 4-08-874084-X
    5. 2006年9月4日発売、ISBN 4-08-874085-8
    6. 2006年10月4日発売、ISBN 4-08-874088-2

  - 「ドラゴンボールZ 超サイヤ人・フリーザ編」
    1. 2007年1月4日発売、ISBN 978-4-08-874189-5
    2. 2007年2月2日発売、ISBN 978-4-08-874190-1
    3. 2007年3月2日発売、ISBN 978-4-08-874191-8
    4. 2007年4月4日発売、ISBN 978-4-08-874192-5

  - 「ドラゴンボールZ 人造人間編」
    1. 2008年4月4日発売、ISBN 978-4-08-874237-3
    2. 2008年5月2日発売、ISBN 978-4-08-874238-0
    3. 2008年6月4日発売、ISBN 978-4-08-874239-7
    4. 2008年7月4日発売、ISBN 978-4-08-874240-3
    5. 2008年8月4日発売、ISBN 978-4-08-874241-0

  - 「ドラゴンボールZ セルゲーム編」
    1. 2008年10月3日発売、ISBN 978-4-08-874242-7
    2. 2008年11月4日発売、ISBN 978-4-08-874243-4
    3. 2008年12月4日発売、ISBN 978-4-08-874244-1
    4. 2009年1月5日発売、ISBN 978-4-08-874245-8
    5. 2009年2月4日発売、ISBN 978-4-08-874246-5

  - 「ドラゴンボールZ あの世一武道会編」
    1. 2009年4月3日発売、ISBN 978-4-08-874820-7
    2. 2009年5月1日発売、ISBN 978-4-08-874821-4

  - 「ドラゴンボールZ 魔人ブウ復活編」
    1. 2009年7月3日発売、ISBN 978-4-08-874808-5
    2. 2009年8月4日発売、ISBN 978-4-08-874809-2
    3. 2009年9月4日発売、ISBN 978-4-08-874810-8
    4. 2009年10月2日発売、ISBN 978-4-08-874811-5
    5. 2009年11月4日発売、ISBN 978-4-08-874812-2
    6. 2009年12月4日発売、ISBN 978-4-08-874813-9

  - 「ドラゴンボールZ 魔人ブウ激闘編」
    1. 2010年2月4日発売、ISBN 978-4-08-874814-6
    2. 2010年3月4日発売、ISBN 978-4-08-874815-3
    3. 2010年4月2日発売、ISBN 978-4-08-874816-0
    4. 2010年4月30日発売、ISBN 978-4-08-874817-7
    5. 2010年6月4日発売、ISBN 978-4-08-874818-4
    6. 2010年7月2日発売、ISBN 978-4-08-874819-1

### 劇場版アニメコミック
すべて集英社より刊行〈JUMP REMIX〉
- 『DRAGON BALL Z とびっきりの最強対最強、激突!!100億パワーの戦士たち』2004年7月発売、ISBN 978-4-08-106706-0
- 『DRAGON BALL Z 極限バトル!!三大超サイヤ人、燃えつきろ!!熱戦・烈戦・超激戦』2004年7月発売、ISBN 978-4-08-106714-5
- 『DRAGON BALL Z たったひとりの最終決戦、絶望への反抗!!残された超戦士・悟飯とトランクス』2004年12月発売、ISBN 978-4-08-106772-5
- 『DRAGON BALL Z 銀河ギリギリ!!ぶっちぎりの凄い奴、危険なふたり!超戦士はねむれない』2004年12月発売、ISBN 978-4-08-106787-9
- 『DRAGON BALL Z 超戦士撃破!!勝つのはオレだ、復活のフュージョン!!悟空とベジータ』2005年3月発売、ISBN 978-4-08-106842-5
- 『DRAGON BALL Z、ドラゴンボールZ この世で一番強いヤツ』2005年4月発売、ISBN 978-4-08-106851-7
- 『DRAGON BALL Z 地球まるごと超決戦、超サイヤ人だ孫悟空』2005年4月発売、ISBN 978-4-08-106859-3
- 『DRAGON BALL Z 龍拳爆発!!悟空がやらねば誰がやる、ドラゴンボール 最強への道』2005年12月発売、ISBN 978-4-08-109096-9
- 『DRAGON BALL Z 燃えつきろ!!熱戦・烈戦・超激戦』2013年10月4日発売、ISBN 978-4-8342-3207-3
- 『DRAGON BALL Z 神と神アニメコミックス』2013年10月4日発売、ISBN 978-4-08-870883-6
- 『DRAGON BALL Z 復活のフュージョン!!悟空とベジータ』2014年8月4日発売、ISBN 978-4-8342-3225-7
- 『DRAGON BALL Z 神と神アニメコミックス』廉価版[注釈 24]、2014年8月16日発売、ISBN 978-4-08-113396-3
- 『DRAGON BALL Z 復活の「F」アニメコミックス』2015年12月4日発売、ISBN 978-4-08-880696-9
- 『DRAGON BALL Z ブロリースペシャルアニメコミックス』2018年12月7日発売、ISBN 978-4-08-113759-6
- 『DRAGON BALL Z 神と神アニメコミックス』2018年12月14日発売、ISBN 978-4-08-113396-3※2014年版とISBN同じ、表紙デザインを変更
- 『DRAGON BALL Z 復活の「F」アニメコミックス』2018年12月21日発売、ISBN 978-4-08-113760-2

ムック
- 『ドラゴンボールZ アニメ・スペシャル』集英社、1989年10月18日
- 『ドラゴンボールZ アニメ・スペシャルII』集英社、1991年6月20日
- 『ドラゴンボールZ 神と神 オフィシャルムービーガイド』集英社、2013年3月21日

絵本
- 『そんごくうのひみつ : ドラゴンボールZ（ジャンプ ミニ絵本1）』集英社、1995年4月、ISBN 4-08-302040-7
- 『ゴテンクスのひみつ : ドラゴンボールZ（ジャンプ ミニ絵本2）』集英社、1995年4月、ISBN 4-08-302041-5
- 『キャラクターミニじてん : ドラゴンボールZ（ジャンプ ミニ絵本3）』集英社、1996年3月、ISBN 4-08-312001-0
- 『スーパーせんしクイズバトル : ドラゴンボールZ（ジャンプ ミニ絵本4）』集英社、1996年3月、ISBN 4-08-312002-9

テーブルトークRPG ルールブック
- 『DRAGONBALL Z THE ANIME ADVENTURE GAME』マイク・ポンスミス（著者）、R・タリソリアンゲームズ（※全3冊/日本未発売）
  - 「DRAGONBALL Z THE ANIME ADVENTURE GAME」R Talsorian Games、1999年12月、ISBN 1-891933-00-0
  - 「DRAGONBALL Z BOOK2. THE FRIEZA SAGA」R Talsorian Games、2001年2月、ISBN 1-891933-04-3
  - 「DRAGONBALL Z THE GARLIC JR.・TRUNKS・ANDROID SAGAS」R Talsorian Games、2002年1月、ISBN 1-891933-06-X

その他の書籍
- 『カードダス奥義大全書 ドラゴンボールZ』集英社、1991年4月15日、ISBN 4-8342-1018-9
- 『テレビアニメ完全ガイド ドラゴンボールZ 孫悟空伝説』集英社、2003年10月3日、ISBN 4-08-873546-3

海外版
アメリカでは、ビズメディアより、原作のラディッツが地球に襲来した17巻から42巻までを『ドラゴンボールZ』名義で出版している。

## 関連漫画
奇跡全開!Zパワーの男たち!
『ブイジャンプ』1991年11月27日号に掲載された、アニメ『ドラゴンボールZ』のメイキング漫画。漫画：のむら剛、原案：武藤恵。編集スタッフの1人が関係者に取材を行い、「武藤恵」というペンネームでおおまかなプロットを作成し、それをベースにのむらが作画を行っている。本作は2004年発売の『テレビアニメ完全ガイド DRAGON BALL 天下一伝説』に再録されている。

## イベント
ドラゴンボールZライブショー
着ぐるみを使ったライブショー。1ステージ約30分。
PART I「オラは地球人だ!!“サイヤ人VS悟空ファミリー”」
PART II「悟空VSフリーザ“元気玉をぶっ放せ!”」
PART III「最強の人造人間セル登場!」
PART IV「世界一強いのは誰?」
PART V「魔界の王ダーブラ登場。放てトリプルかめはめ波!」
PART VI「魔人ブウ登場!!決めろ!友情のフュージョン」
お台場冒険王2003 アトム・悟空・ルフィの球体パニックアドベンチャー！
『アストロボーイ・鉄腕アトム』『ドラゴンボールZ』『ONE PIECE』アニメ3作品と実写の合成によるオリジナル作品。フジテレビ球体展望室で上映。
お台場冒険王2004 両さん・悟空・ルフィの球体パニックアドベンチャーリターンズ
『こちら葛飾区亀有公園前派出所』『ドラゴンボールZ』『ONE PIECE』アニメ3作品と実写の合成によるオリジナル作品。フジテレビ球体展望室で上映。
ドラゴンボールZ祭り
『ドラゴンボールZ 神と神』の公開を記念して2013年3月16日 - 9月8日に、東映太秦映画村にて開催された。イベントでは、「かめはめ波」が撃てるインタラクティブ映像コーナー、超サイヤ人クイズ、ボールプールなどの体験イベントや、孫悟空のバトル史を一望できるアーカイブの展示が行われた。
羽田空港国際線旅客ターミナル・ドラゴンボールZ
2013年8月20日から、羽田空港国際線旅客ターミナル2階に『ドラゴンボールZ』のポスターが登場した。東京都が実施する訪日外国人の歓迎イベントの一環であり、海外からの人気が高い本作の「孫悟空」や「ベジータ」などのキャラクターが出迎える。実施期間は2014年3月末まで行われた。
天下一ファンミーティング
『ドラゴンボールZ 復活の「F」』の公開を記念して、2015年3月21日に日本最大級のアニメ見本市AnimeJapan 2015で開催された。イベントには同作のファン約1000人が集まり、声優陣たちのトークショーが行われた。
ドラゴンボールZ「F」の復活祭
『ドラゴンボールZ 復活の「F」』の公開を記念して、2015年4月11日から5月31日まで、フジテレビ球体展望室「はちたま」で展示イベントが開催された。イベントでは設定画の展示、野沢雅子と中尾隆聖のインタビューや最新予告映像の上映、フォトスポットコーナー、イベント限定アトラクション「タイミングゲーム筋斗雲にのろう！」などが実施された。
ドラゴンボールZ×横浜市交通局×横浜F・マリノス
横浜F・マリノスと横浜市交通局とのコラボイベント。『ドラゴンボールZ 復活の「F」』の公開を記念して、2015年4月12日と25日の試合で行われた。イベントでは対象試合で先着1万名にコラボポスターデザインのポストカードがプレゼントされ、本作のキャラクターとの撮影会などが実施された。
春のファミリースペシャル2015
北海道日本ハムファイターズとのコラボイベント。『ドラゴンボールZ 復活の「F」』の公開を記念して、2015年4月24日から5月6日まで札幌ドームにて開催された。イベントでは本作のキャラクターショーや、ゲームなどを体験できる。
東港城x龍珠「盛夏・最強x最強」
2015年6月10日 - 8月31日に、香港・東港城のショッピングセンターで『ドラゴンボールZ』のイベントが開催された。イベントではカードゲームイベントや、キャラクターの展示会などが行われている。
ドラゴンボールZ・ザ・リアル 4-D
2016年7月1日 - 9月4日にユニバーサル・スタジオ・ジャパンで開催された「ユニバーサル・スタジオ・ジャパン15周年“RE-BOOOOOOOORN!”」内の“やりすぎの夏”枠にて、『ドラゴンボール』、『ONE PIECE』、『DEATH NOTE』のアトラクションが実施された。このアトラクションでは、孫悟空とフリーザの死闘がフルCGアニメーション+4-D特殊演出によるスペシャル演出で臨場感が味わえた。
永遠的超級賽亜人（永遠のスーパーサイヤ人）
2017年4月26日 - 6月4日に、中国・上海市にある上海新世界大丸百貨にて、『ドラゴンボールZ』の展覧会が開催された。イベントでは中央ホールに巨大モニュメントの神龍が登場し、約800平米の展示フロアにはキャラクターの等身大フィギュアやゲーム、天下一武道会の会場を再現したコーナーなどが展示されている他、本作の物販コーナーも用意されている。
ドラゴンボールZ・ザ・リアル 4-D at 超天下一武道会
2017年6月30日 - 10月1日に、ユニバーサル・スタジオ・ジャパンで開催された。孫悟空とブロリーゴッドとの対決で、孫悟空と共にかめはめ波が撃てる臨場感が味わえる。また、オリジナル3DCG映像で浮遊型観戦ポッドからのリアルで壮絶な空中戦も体感できる。
神龍再現
2018年5月5日・6日に台湾のプロ野球チーム中信兄弟が台中インターコンチネンタル野球場で行われる試合で、『ドラゴンボールZ』とのコラボイベントが開催された。当日は中信兄弟の選手が『ドラゴンボールZ』をあしらった特別ユニホームを着用して試合に臨み、球場ではドラゴンボールを探すというイベントも開催され、『ドラゴンボールZ』とのコラボグッズも販売されている。

## タイアップ
サントリー
「ドラゴンボールキャラ缶」（1990年代前半）
バーガーキング
米バーガーキングのキャンペーンに起用され、テレビCMも全米で放送された。（2000年代前半）
マクドナルド
ハッピーセット「ドラゴンボールZ」（2006年）
ハッピーセット「ドラゴンボールZ」（2007年）
ハッピーセット「ドラゴンボールZ」（2007年）
ハッピーセット「ドラゴンボールZ/シナモロール」（2008年5月30日より販売）
ハッピーセット「ドラゴンボールZ/ハローキティ」（2009年2月3日より販売）
コンビニエンスストア
ローソン「DRAGON BALLZ 元気になろーソン！フェア」（2009年2月3日開催）
ミニストップ「『ドラゴンボールZ 神と神』×タイアップ」（2013年3月12日発売）
ローソン、イオン、ミニストップ「『ドラゴンボールZ 神と神』キャンペーン」（2013年3月12日 - 4月8日実施）
アルビレックス新潟
アルビレックス新潟と『ドラゴンボールZ 神と神』とのコラボポスターが公開された。ポスターのイラストは映画スタッフに描き下ろされ、新潟県内の施設や映画館に提示された。
ケンタッキー
「『ドラゴンボールZ 神と神』光る！ドラゴンボトル」（2013年2月28日開始）
産経新聞
劇場版『ドラゴンボールZ 復活の「F」』の公開を記念して、新しいデザインの道着を着用した孫悟空が2015年3月30日発売の産経新聞朝刊（東京版）をジャックした。紙面ジャックは、本作を応援する企業のうち4社が賛同して実現。それぞれ「かめはめ波」「気を溜める」「おっす！」「突進」などポージングが異なる、描き下ろしの悟空が4面に登場している。
壱番屋
ココイチと劇場版『ドラゴンボールZ 復活の「F」』のコラボキャンペーンが2015年4月1日から5月31日まで行われた。
サンケイスポーツ
2015年4月18日に劇場版『ドラゴンボールZ 復活の「F」』の公開に合わせ、タブロイド新聞「ドラゴンボールZ新聞」を発売した。映画の最新情報や主題歌担当・ももいろクローバーZ、野沢雅子と中尾隆聖のインタビューや描き下ろしイラストなどが掲載されている。
BotsNew Characters VR DRAGONBALL Z
2017年6月28日にメガハウスよりVR・ARを駆使した体験機が発売された。
Meitu
『ドラゴンボールZ』のスマートフォンが販売されている（2017年12月発売）
アディダス
adidas Originalsと『ドラゴンボールZ』がコラボしたシューズ「adidas Originals by DragonballZ」が計3弾発売された。
第一弾「悟空モデル&フリーザモデル」（2018年9月29日発売）
第二弾「悟飯モデル&セルモデル」（2018年10月27日発売）
第三弾「ベジータモデル&魔人ブウモデル」（2018年11月24日発売）
ロート製薬
ロート製薬の「ロートジー」と「ドラゴンボールZ」がコラボレーションした爽快系目薬「ロートジーb」、「ロートジープロc」、「ロートジーコンタクトa」が数量限定で2019年6月20日からAmazon、LOHACOにて先行発売。2019年7月13日からは全国の薬局・薬店などにて発売。
Funko
アメリカの玩具メーカーFunko社から本作のデフォルメフィギュア「POP！」シリーズが2021年3月27日より、全国の玩具店、百貨店などで販売されている。
バンダイ・ミズノ
バンダイとスポーツブランドのミズノが共同企画で商品化した、『ドラゴンボールZ』の野球アイテムが発売されている。
final・ag
国内オーディオブランド「final」「ag」と本作とのコラボレーション。「ドラゴンボールZ × final完全ワイヤレスイヤホン 悟空モデル / ベジータモデル」や「COTSUBU -FRIEZA version-」などが2022年11月30日から発売されている。
台湾・マクドナルド
2023年9月27日より、台湾全土のマクドナルドにて対象の商品を買うと、10万パック限定で「ドラゴンボールZ キャラクターブラインドカードパック」を入手できるキャンペーンが行われている。
graniph
アパレルブランドのグラニフから、『ドラゴンボールZ』のコラボレーション商品が2024年12月10日に発売された。悟空やベジータ、フリーザなどがデザインされたパーカーなど、計25点のアイテムがラインナップしている。